# ドキュメント72時間

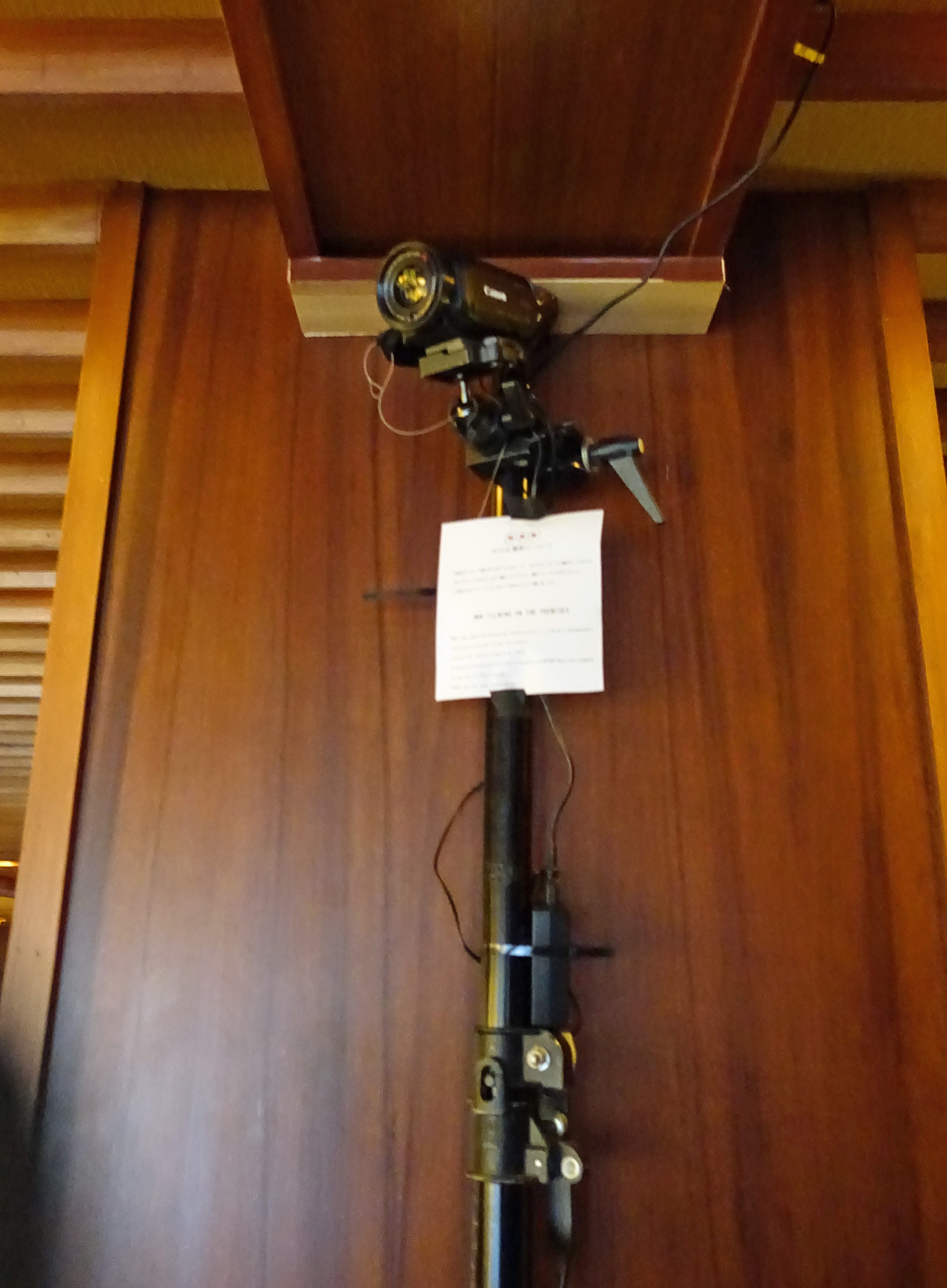
ホテルオークラ東京本館に設置されていた定点カメラ
（2015年8月29日撮影）

『ドキュメント72時間』（ドキュメントななじゅうにじかん）は、2013年（平成25年）4月5日からNHK総合で放送されているドキュメンタリー番組。

## 概要
本番組は、毎回ある1つの場所で72時間（3日間）に渡って取材を行い、そこで見られるさまざまな人間模様を定点観測するという趣向のドキュメンタリーである。
番組プロデューサーの植松秀樹によると、制作のきっかけになったのは、『クローズアップ現代』を制作していたスタッフが救急病院に密着することになり、救急外来受付窓口を訪れる様々な事情を抱えた人たちを取材する裏で、待合室における患者同士の何気ない会話や、治療を終えて休憩に入った医療スタッフの表情が新鮮に映ったことから、「ひとつの場所にこだわり、とことん密着することで、これまでの報道番組とは違う視点から〝現代のリアル〟を描けるのではないか。」という発想に至ったものであるという。
2005年（平成17年）12月28日に『72時間＠渋谷ハチ公前広場コインロッカー』のタイトルでパイロット番組が放送されたのち、番組名を『ドキュメント72時間』に改めて2006年（平成18年）10月3日から2007年（平成19年）3月13日まで第1期としてレギュラー放送された。
番組開始当初からの「3つのルール」として「72時間で撮影を終了」「時系列を崩さずに編集」「偶然の出会いで勝負」を守っているという。ただし3日間の取材日数については「1日や2日では現場の感じが伝わりきらない。4日間以上となると、今度は取材クルーの緊張感が持たない」「結果的に72時間がちょうどよかった」と相対的な理由によるものであった。
取材ディレクターは約12人おり、1つのロケでは2クルー（1クルーはディレクター、カメラ、音声担当の計3人）が3日間の中で交代して取材を行う。
2012年（平成24年）7月、火曜日23時前半台に全4回短期集中で放送される。7月19日のみ木曜日放送。これは、7月27日からロンドンオリンピック中継を含めた、夏季特集番組を編成する都合によるつなぎ番組であった。
2013年（平成25年）の番組改定により、同年4月5日から金曜日22時55分 - 23時20分の枠で第2期のレギュラー放送を開始。
2019年4月12日放送分から放送尺が4分拡大され29分となり、2021年1月22日放送分からは放送尺が30分に拡大された。以降に25分版や29分版が再放送された際、残りの放送分を「追加取材」と称し、本放送後のその後を取材した内容を放送することがある。
2021年（令和3年）4月からNHK BS1でも放送が開始された（2023年11月まで）。
2022年9月21日より、コラムニストの吉田潮が、制作スタッフ、番組ファンの著名人、ナレーションを担当した俳優などをゲストに、番組の魅力などを語り合うポッドキャスト番組『聴くドキュメント72時間』をSpotifyにて毎週水曜日18時に配信している。

## 放送時間（総合）

### 現在
- 本放送：金曜日 22:00 - 22:30（30分・2024年04月05日 - ）[2][9]
- 再放送：日曜日 18:05 - 18:35（30分・2024年04月07日 - ）[2]
  - 特別番組、スポーツ中継、ニュースなどの突発的な事由により、休止や変更の場合あり。
  - 再放送は、一部の地域では別番組に差し替えとなる[10]。特に関西地方においては、当該の時間帯に『サラメシ[注 1]』の初回代替放送が行われるため、原則として再放送はない[11]。

### 過去

#### 本放送
- 2006年10月03日 - 2007年03月13日：火曜日 23:00 - 23:29（29分）[12]
- 2013年04月05日 - 2016年03月18日：金曜日 22:55 - 23:20（25分）[13]
- 2016年04月01日 - 2018年03月23日：金曜日 22:50 - 23:15（25分）[注 2][15]
- 2018年04月06日 - 2019年03月22日：金曜日 22:45 - 23:10（25分）[16]
- 2019年04月12日 - 2020年03月06日：金曜日 22:50 - 23:19（29分）[17]
- 2020年04月03日 - 2020年12月11日：金曜日 22:45 - 22:14（29分）[18]
- 2021年01月22日 - 2024年03月29日：金曜日 22:45 - 23:15（30分）[19]

#### 再放送
- 2006年10月10日 - 2007年03月20日：火曜日 02:30 - 03:00
- 2013年04月08日 - 2014年01月27日：月曜日 15:15 - 15:40
- 2014年04月07日 - 2015年03月02日：月曜日 16:05 - 16:30
- 2015年04月08日 - 2016年03月09日：水曜日 02:00 - 02:25
- 2016年04月07日 - 2017年03月30日：木曜日 01:00 - 01:25
- 2017年04月08日 - 2019年04月27日：土曜日 11:25 - 11:50
- 2019年05月04日 - 2022年04月02日：土曜日 11:25 - 11:55
- 2022年04月09日 - 2023年04月01日：土曜日 09:00 - 09:30
- 2023年04月08日 - 2024年04月06日：土曜日 09:30 - 10:00[20]

## NHK BS1での放送
2021年（令和3年）4月2日から2023年11月29日まではNHK BS1でも放送されていた。
また、2024年1月12日放送分から同年6月28日放送分まで、令和6年能登半島地震対応により、BS103ch（旧:BSプレミアム）で金沢放送局の番組を同時放送した関係で、この間はBS103chでも放送されていた。

### 放送時間（BS1）
- 2021年04月02日 - 2022年04月01日：金曜日 17:00 - 17:30
- 2022年04月20日 - 2023年11月29日：水曜日 17:00 - 17:30

## 英訳版
同番組は英訳され、NHKワールドTVでも放送されている。放送は日本時間毎週火曜日11:30 - 12:00を初回として、同16:30 - 17:00、22:30 - 23:00、水曜日早朝（火曜深夜）4:30 - 5:00に放送されている。視聴は日本国外の提携放送機関、並びに日本国内外ケーブルテレビ、NHKワールド公式ホームページ・アプリ（見逃し用オンデマンド配信あり）、衛星ラジオ放送（対応アプリあり）

## テーマソング
- 松崎ナオ「川べりの家」「そうして回る」
  - 「川べりの家」は2012年度までは2006年にリリースされた同名シングルの音源が使用されていたが、2013年度からは新規録音バージョンが使用されている[24]。同曲の公式ミュージックビデオは本番組のディレクターの一人である石谷岳寛によるもので、本番組と同様の定点撮影された映像が使用されている[25]。
  - 「そうして回る」は番組向けに制作された書き下ろし曲で、アルバム等には未収録[26]。ライブ等で「川べりの家」を歌唱する際に、イントロ代わりに本曲のワンフレーズが演奏される機会が多い。

## ナレーター
番組開始当初からNHKアナウンサーや声優ではなく、俳優によるナレーションを行っている。当初は石田ひかり・吹石一恵・鈴木杏の3人が持ち回り的に担当していたが、その後は担当者が増えている。
俳優の他にも、向井秀徳（2019年1月11日放送分『新宿・音楽スタジオ ぼくらがバンドを組む理由』）、MISIA（2022年2月25日放送分『福岡・あの日の遊園地は永遠に』）のように、取材対象に応じて特別にナレーションを担当するケースもある。なお、声優がナレーションを務めたのは林原めぐみ（2013年6月7日放送分『ネット生中継な人たち』）の1度のみ。

## 放送内容
2014年（平成26年）以降の放送分については、毎年末に行われた視聴者からの人気投票順位を太字で追記する。再放送（アンコール、傑作選など）は再編集版を除き割愛。

### 2000年代
| 放送日   | タイトル                               | 語り       | 内容                                                                          |
| -------- | -------------------------------------- | ---------- | ----------------------------------------------------------------------------- |
| 12月28日 | 72時間＠渋谷ハチ公前広場コインロッカー | 大竹しのぶ | パイロット版。渋谷駅ハチ公前広場のコインロッカーに1組のロケクルーが密着取材。 |

| 放送日   | タイトル                            | 語り       | 内容                                                                                          |
| -------- | ----------------------------------- | ---------- | --------------------------------------------------------------------------------------------- |
| 10月03日 | 東京 神宮外苑 100万人の花火大会     | 石田ひかり | 神宮外苑花火大会の舞台裏を密着。                                                              |
| 10月10日 | 東京 山谷 バックパッカーたちのTOKYO | 吹石一恵   | 簡易宿所街に集う外国人観光客の視点から見た東京の魅力を伝える。                                |
| 10月17日 | 東京駅高速バスターミナル            | 鈴木杏     | 東京と全国各地を結ぶ高速バス発着場・八重洲南口を舞台にした乗客と運転手たちの人間模様。        |
| 10月24日 | 新宿駅東口献血ルーム                | 石田ひかり | 利用者日本一最大の献血ルーム・新宿東口献血ルームを主な舞台に、血液不足の現場を追う。          |
| 10月31日 | タクシー本音の会話〜東京編〜        | 吹石一恵   | 東京のタクシー車内の会話から庶民の本音と世相を描く。                                          |
| 11月07日 | タクシー本音の会話〜札幌編〜        | 吹石一恵   | ファイターズ優勝に沸いた札幌で、前週と同じくタクシーでの利用者と運転手の会話を見つめる。      |
| 11月14日 | 横浜中華街 青春グラフィティ         | 石田ひかり | 10月10日、中華民国（台湾）の双十節のイベントを盛り上げる華僑の人たちの思い。                  |
| 11月21日 | 六本木 ひと坪オフィス               | 佐藤江梨子 | 机と電話があるだけの1坪のブースを、わずかな元手で起業した個人に貸し出している雑居ビルが舞台。 |
| 11月28日 | 東名高速 足柄サービスエリア         | 鈴木杏     | 入浴・宿泊施設を備え、24時間眠らないサービスエリアに行き交う人々を映す。                      |
| 12月05日 | 埼玉 となりのイスラム教徒           | 吹石一恵   | 戸田市にて、ラマダーン終了間際のイスラム教コミュニティに密着。                                |
| 12月12日 | 大阪医療センター 患者たちの相談室   | 吹石一恵   | 関西有数の巨大病院で、金銭面や生活面などの不安を抱えた患者たちの相談を受ける相談室が舞台。    |

| 放送日   | タイトル                           | 語り       | 内容 |
| -------- | ---------------------------------- | ---------- | --- |
| 01月09日 | 西銀座 宝くじ売り場                | 鈴木杏     | 「一番当たりが出る」との評判がある宝くじ売り場「西銀座チャンスセンター」の様子。年末ジャンボ宝くじの発売日から密着。 |
| 01月16日 | 大阪 心斎橋のホームランキング      | 佐藤隆太   | バッティングセンターにて、ホームランキングを目指してしのぎを削る常連客たちを追う。                                   |
| 01月23日 | コンビニのメリークリスマス         | 吹石一恵   | クリスマスケーキの売上で関東一を誇る茨城県笠間市のコンビニでの、クリスマスイブ前日からの3日間。                      |
| 01月30日 | 上野アメ横 マンガ喫茶              | 鈴木杏     | 東京・上野にある24時間営業の漫画喫茶の、年末年始の様子。                                                             |
| 02月07日 | 年始めゴミ収集大作戦               | 小池栄子   | 東京23区最大の人口を有し、家庭ゴミも都内最大である世田谷区の年始最初のゴミ収集の様子。                               |
| 02月13日 | リゾートバイト冬物語               | 吹石一恵   | 岩原スキー場（新潟県湯沢町）を舞台に短期住み込みバイト、いわゆる「リゾートバイト」をする若者たちを描く。             |
| 02月20日 | 名古屋 大盛況！ リサイクルショップ | 鈴木杏     | 名古屋のコメ兵にて、「売る側」と「買う側」に密着。                                                                   |
| 03月06日 | 福岡 人情屋台通り                  | 山口紗弥加 | 福岡・天神の屋台で店主と客たちに密着。                                                                               |
| 03月13日 | 旅立ちのフェリー                   | 吹石一恵   | 名古屋港 - 仙台港 - 苫小牧港を結ぶ太平洋フェリー「きそ」に乗船する人々の人間模様。2007年2月10日撮影開始。            |

### 2010年代
| 放送日   | タイトル                                     | 語り     | 内容                                                                       |
| -------- | -------------------------------------------- | -------- | -------------------------------------------------------------------------- |
| 07月03日 | 思いを運ぶ東北道・あだたらサービスエリア     | 鈴木杏   |                                                                            |
| 07月10日 | ディープワンダー 新大久保の青果店前交差点    | ソニン   | 在日外国人が多い町の青果店にて。                                           |
| 07月17日 | 札幌すすきの24時間にぎりめし屋               | 奥田瑛二 | すすきの市場「にぎりめし」にて取材。                                       |
| 07月19日 | 博多港・国際ターミナル 中国6千人ご一行様到着 | 吹石一恵 | 中国人クルージング客を追跡するため、キャナルシティ博多のヤオハンでも取材。 |

| 放送日   | タイトル                        | 語り       | 内容 |
| -------- | ------------------------------- | ---------- | --- |
| 04月05日 | 密着 歌舞伎町の眠らない花屋     | 鈴木杏     | フラワーショップ リンクス にて取材。2月28日18時取材開始。 |
| 04月12日 | さよなら渋谷 カマボコ駅舎       | 吹石一恵   | 東急東横線渋谷駅の地下化を取材。 |
| 04月19日 | 大阪 串カツエレジー             | 吹石一恵   | 梅田地下街・大阪駅近くの串カツ屋「松葉」を取材。番組の最後に、この店が再開発の一環で撤去される予定であることがナレーションされた。                                |
| 04月26日 | 横須賀基地 お見合い大作戦       | 比嘉愛未   | ほぼ全ての艦隊が横須賀に集結する、年に1度の昇級試験の時期に行われる海上自衛隊員の「出会いパーティー」（約300人が出席する合同お見合い）を取材。                    |
| 05月03日 | 旅立ちの新千歳空港              | 鈴木杏     | 新千歳空港にて。前半は到着ロビーで、後半は出発ロビーで取材。 |
| 05月10日 | 工場閉鎖の街で                  | 仲里依紗   | ソニー美濃加茂工場閉鎖直前の企業城下町の取材。3月28日15時撮影開始。                                                                                               |
| 05月17日 | 熱唱！ ひとりカラオケ           | 鈴木杏     | ひとりカラオケ専門店 ワンカラ新宿大ガード店にて。 |
| 05月24日 | 京都 縁切り神社                 | 田畑智子   | 安井金比羅宮にて。 |
| 05月31日 | 夜間救急 果てなき戦い           | 長塚圭史   | 川越救急クリニックにて。 |
| 06月07日 | ネット生中継な人たち            | 林原めぐみ | ニコニコ超会議2の生主スペースを拠点に、ネット生中継の放送主を直撃。                                                                                               |
| 06月14日 | ファミレス人生劇場              | 吹石一恵   | 埼玉県上尾市のジョイフル上尾店にて。 |
| 06月21日 | “地下アイドル”の青春            | 鈴木杏     | 秋葉原にて。主にアリス十番を取材。 |
| 06月28日 | 高知 競馬場に夢が咲く           | 吹石一恵   | 高知競馬場にて。 |
| 07月05日 | 巨大マンボウの前で              | Sputniko!  | 八景島シーパラダイスにて。 |
| 07月19日 | 最後の避難所から                | 吹石一恵   | 東日本大震災の原発災害から避難した福島県双葉郡双葉町の人々が暮らす、埼玉県加須市の旧騎西高校の廃校舎にて。                                                        |
| 07月26日 | 富士山登山口にて                | 吹石一恵   | 吉田口にて。山開き前日の6月30日10時10分撮影開始。 |
| 08月02日 | 雨のち晴れコインランドリー物語  | 仲里依紗   | 6月の梅雨の最中のランドリーデポ茅ヶ崎萩園店にて。 |
| 09月06日 | 健康ランドの“幸福論”            | 仲里依紗   | 2013年の参議院選挙期間中の船橋健康センター ゆとろぎの湯 にて。 |
| 09月13日 | 大阪・西成 貸しロッカーブルース | 田畑智子   | |
| 09月20日 | 真夏のお墓参り 異人たちとの対話 | 比嘉愛未   | 谷中霊園にて。 |
| 09月27日 | 飛べ！ イプシロン               | 吹石一恵   | 内之浦宇宙空間観測所周辺にて。 |
| 10月04日 | よしもと 正念場の夏合宿         | 鈴木杏     | 吉本総合芸能学院（NSC）・よしもとクリエイティブカレッジ（YCC）東西合同夏合宿にて。                                                                                |
| 10月11日 | 汗と涙の24時間スポーツジム      | 市原悦子   | エニタイムフィットネス調布店にて。 |
| 10月18日 | 何をつかむ？ 巨大ゲームセンター | 鈴木杏     | タイトーステーション・横浜西口五番街店のクレーンゲームコーナーにて。                                                                                              |
| 10月25日 | パウダールーム 女性のホンネ     | 比嘉愛未   | 大阪駅のアンジェルブ大阪店(現在は閉店)にて。 |
| 11月01日 | “広島太郎”を探して              | 濱田岳     | 広島市で路上生活を送る通称“広島太郎”の都市伝説を追い、その日常に密着。                                                                                            |
| 11月08日 | 瀬戸内海ヒッチハイク漂流記      | 吹石一恵   | 小豆島から船舶ヒッチハイクでひたすら西へ向かう突撃取材。 |
| 11月15日 | 砂丘に呼びよせられて            | 原田知世   | 鳥取砂丘にて。 |
| 11月22日 | 新宿 巨大旅行カウンター         | 鈴木杏     | H.I.S最大のカウンターにて。偶然にも、スタッフが素性を知らずに台湾の戦没者慰霊祭に向かう手続きをしていた保坂俊雄（元サックス奏者、歌手イルカの父）を取材している。 |
| 12月06日 | 消印有効 24時間マンモス郵便局   | 吹石一恵   | 新宿郵便局にて。 |
| 12月13日 | “縁結び列車”に乗って            | 鈴木杏     | 遷宮を迎えた出雲大社に向かう11月（旧暦10月・神無月）のサンライズ出雲の乗客を取材。                                                                                |
| 12月20日 | 巨大書店・活字の森の歩き方      | 仲里依紗   | 紀伊國屋書店新宿店にて。 |

| 放送日   | タイトル                               | 語り       | 内容 |
| -------- | -------------------------------------- | ---------- | --- |
| 01月10日 | 地方プロレス・3日間の旅巡業            | 吹石一恵   | 北都プロレスの巡業に密着。                                                                              |
| 01月17日 | 260人の巨大シェアハウス                | 鈴木杏     | 大田区蒲田・雑色駅近くのシェアハウス「kamata260」にて。年間第8位。                                      |
| 01月24日 | 激闘！ 起業家コンテスト                | 鈴木杏     | Google主催の Startup Weekend Tokyo を取材。                                                             |
| 02月28日 | 最北のバス停で                         | 吹石一恵   | 年末年始の宗谷バス宗谷岬停留所にて。12月30日から1月2日まで撮影。年間第2位。                             |
| 03月07日 | 沖縄 眠らない床屋                      | 鈴木杏     | 沖縄県那覇市松山にある沖縄唯一の24時間営業の床屋 ヤングにて。1月9日18時に撮影開始。                     |
| 03月14日 | 福島 早春のスーパーから                | 吹石一恵   | 福島県いわき市のマルト草野店にて。2月7日昼に撮影開始。                                                  |
| 04月04日 | 密着！ 街角の写真プリント機            | 鈴木杏     | ヨドバシカメラマルチメディア新宿東口にて                                                                |
| 04月11日 | 巨大フェリーの人生航路                 | 比嘉愛未   | 太平洋フェリーの苫小牧 - 仙台 - 名古屋航路「いしかり」にて。3月7日夜撮影開始。                          |
| 04月18日 | 消費増税！ 24時間ディスカウントストア  | 吹石一恵   | 3月30日から4月1日にかけてのドン・キホーテ新宿店（新大久保）にて。偶然ダンテ・カーヴァーと遭遇している。 |
| 04月25日 | スカイツリーのふもとで                 | 比嘉愛未   | 東京スカイツリー下層フロア部屋上「スカイアリーナ」にて。3月17日12時撮影開始。                           |
| 05月02日 | 若者ハローワークの青春                 | 吹石一恵   | 渋谷区の東京わかものハローワークにて                                                                    |
| 05月09日 | 上野公園・満開の桜の下には             | 鈴木杏     | 4月4日正午撮影開始                                                                                      |
| 05月23日 | 大都会・真夜中の大衆食堂               | 吹石一恵   | 鶯谷駅近くの信濃路 鶯谷店にて。年間第3位。                                                              |
| 05月30日 | トランクルーム もうひとつの秘密の部屋  | 鈴木杏     | キュラーズ新大阪店にて                                                                                  |
| 06月06日 | 恐山 死者たちの場所                    | 戸田恵梨香 | 冬季閉山が解除された5月の大型連休中に取材。年間第4位及び歴代第10位。                                    |
| 06月13日 | オン・ザ・ロード 国道16号の“幸福論”    | 鈴木杏     | 国道16号を神奈川側から全線走破し、その途中で見かけた気になる人に突撃取材。年間第9位。                   |
| 07月04日 | 南国の不夜城 24時間超巨大スーパー      | 吹石一恵   | 阿久根市の「A-Zあくね」にて。5月23日午前10時撮影開始。                                                  |
| 07月18日 | 湘南・海を見つめる理由                 | ピエール瀧 | 藤沢市の湘南海岸にて。海の家設営作業開始直後の6月1日正午に撮影開始。                                    |
| 07月25日 | どしゃ降りのガソリンスタンドで         | 市川実日子 | 相模原市中央区の宇佐美鉱油129号相模原にて。6月6日正午撮影開始。年間第6位。                              |
| 08月01日 | 深夜の釣堀で見る夢は                   | 鈴木杏     | 埼玉県上尾市の 芝川つり堀センター にて。6月22日撮影開始。                                               |
| 08月22日 | 眠らぬ都会の動物病院                   | 富永愛     | 東京・初台の 日本動物医療センター にて。6月30日午前11時撮影開始。年間第7位。                            |
| 08月29日 | 歌舞伎町ネイルサロン 女の楽屋裏        | 田畑智子   | Rits nail にて。7月22日19時撮影開始。                                                                   |
| 09月05日 | 夏・原発に一番近い駅                   | 鈴木杏     | 竜田駅を拠点として楢葉町を取材。7月28日午前8時20分撮影開始。                                            |
| 09月12日 | 原爆ドームの見える岸辺で               | 吹石一恵   | 8月4日正午撮影開始。8月6日の平和式典に的を絞っている。                                                  |
| 09月19日 | 大病院の小さなコンビニ                 | 市川実日子 | 千葉県鴨川市の亀田総合病院内のローソン。8月18日午前11時撮影開始。年間第1位及び歴代第2位。               |
| 10月03日 | 羽田空港 夏から秋へ                    | 吹石一恵   | 8月29日午前11時撮影開始。年間第5位。                                                                    |
| 10月10日 | ディープ浅草・真夜中の喫茶店           | 吹石一恵   | 浅草3丁目のロッヂ赤石にて。9月9日午後2時撮影開始。                                                      |
| 10月17日 | 上野アメ横・多国籍地下マーケット       | 冨永愛     | アメ横センタービル地下食品売り場にて。9月13日正午撮影開始。                                             |
| 10月24日 | 何を打つのか 雑居ビルのボクシングジム  | 鈴木杏     | JR五反田駅前のワタナベボクシングジムにて。                                                              |
| 10月31日 | 高円寺・何を求めて銭湯へ               | 市川実日子 | 高円寺3丁目の小杉湯にて。                                                                               |
| 11月07日 | 山手線一周徒歩の旅・東京都心の“幸福論” | 吹石一恵   | 沿線を渋谷駅から外回りで徒歩で踏破。10月7日18時撮影開始。                                               |
| 11月21日 | 木更津 湾岸・大盛り弁当屋ブルース      | ムロツヨシ | 木更津市新宿のとしまや弁当木更津新宿店にて。10月20日午前11時撮影開始。                                  |
| 11月28日 | さすらいの“シャケバイ”                 | 鈴木杏     | 北海道・標津町の鮭加工場のアルバイト（シャケバイ）を取材。10月22日午前7時50分取材開始。                 |
| 12月12日 | 大阪ミナミ・真夜中のアングラ長屋       | 冨永愛     | 味園ビルにて。10月31日19時取材開始。                                                                    |
| 12月19日 | 新宿二丁目・深夜のおふくろの味         | 鈴木杏     | 和食・喫茶 クイン にて。11月14日午前1時取材開始。                                                       |

| 放送日   | タイトル                            | 語り       | 内容 |
| -------- | ----------------------------------- | ---------- | --- |
| 01月09日 | 出産ラッシュ！ 日本一の産婦人科     | 夏木マリ   | 熊本市の福田病院にて。12月6日午前9時撮影開始。年間第8位。 |
| 01月16日 | さらば都心のボウリング場            | 冨永愛     | 新宿ミラノボウルにて。12月1日17時取材開始。 |
| 01月23日 | 名古屋 地下街・聖なる夜の忘れ物     | 鈴木杏     | 名古屋市営地下鉄栄駅の交通局お忘れ物取り扱い所にて。12月22日15時50分撮影開始。年間第6位。 |
| 01月30日 | 北の大地の学生寮                    | ムロツヨシ | 北海道大学恵迪寮にて。11月23日11時撮影開始。年間第3位及び歴代第8位。 |
| 02月06日 | 金券ショップでつかむ幸せは          | 市川実日子 | Jマーケット池袋東武ホープセンター店にて。1月5日正午撮影開始。 |
| 02月13日 | 便利屋、都会を走る                  | 吹石一恵   | 便利屋！お助け本舗 の仕事を密着取材。12月5日13時に東京・渋谷の便利屋の本部から取材開始。 |
| 02月20日 | 赤羽・おでん屋エレジー              | 西田尚美   | 丸健水産にて。1月14日14時取材開始。店の営業時間のため、仕込みが始まる7時から、閉店の21時までの撮影。年間第5位。 |
| 02月27日 | 神戸・1月、パイ山で会いましょう     | 吹石一恵   | 阪急三宮駅前山側の広場、さんきたアモーレ広場、通称「パイ山」（オッパイ山）にて。1月16日14時撮影開始。阪神・淡路大震災の慰霊祭の様子も撮影。                                                                                      |
| 03月06日 | 秋田・真冬の自販機の前で            | 鈴木杏     | 秋田港セリオン近くの「佐原商店」にあるうどんそば自動販売機にて。1月16日正午撮影開始。年間第1位及び歴代第1位。 |
| 03月13日 | 自動車教習所 それぞれの旅路         | ムロツヨシ | 千葉県市原市の五井自動車教習所にて。1月30日午後12時50分取材開始。 |
| 03月20日 | 日焼けサロン 小麦色の理由           | 市川実日子 | ブラッキー Personal 池袋店にて。2月6日15時取材開始。 |
| 04月03日 | カプセルホテル ワンダーランド       | 吹石一恵   | 新宿区役所近くの 新宿区役所前カプセルホテル にて。2月26日17時撮影開始。 |
| 04月10日 | タクシー本音の会話〜福島いわき編〜  | ムロツヨシ | 3月10日13時取材開始。許可を得られた乗客だけ取材。 |
| 04月17日 | コスプレ専門ビル 彼女たちの夢の城   | 田畑智子   | Booty東京 にて。 3月9日10時撮影開始。 |
| 04月24日 | 中古車から始まる人生は              | 市川実日子 | 浜松市の国道152号にある中古車販売店の密集地帯、通称：自動車街通り（東区［現・中央区］）の複数の販売店を取材。3月14日11時撮影開始。                                                                                               |
| 05月01日 | 桜をたどって川上へ 多摩川3日間の旅  | 鈴木杏     | 多摩川を河口（羽田）から自転車でひたすら上流（奥多摩湖）まで自転車で遡上して、撮影許可を得た人に突撃取材。4月2日11時撮影開始。                                                                                                   |
| 05月08日 | 屋久島・巨木に集う人びと            | 平岩紙     | 縄文杉前のデッキにて。3月27日9時撮影開始。 |
| 05月15日 | 駄菓子屋・子どもたちの小さな宇宙    | 西田尚美   | 神戸市兵庫区和田岬の淡路屋にて。4月8日正午撮影開始。年間第4位。 |
| 05月23日 | 六本木・ケバブ屋 異邦人たちの交差点 | 吹石一恵   | 六本木交差点近く（六本木3丁目・外苑東通り）の24時間営業のトルコ料理店、トルキッシュレストラン＆バー カデル にて。ドネルケバブを食べる人を取材。4月17日正午撮影開始。                                                             |
| 05月29日 | 高尾山・なぜかふらりと都会の山へ    | 仲里依紗   | 4月22日正午取材開始（その前のケーブルカーの映像も使用）。 |
| 06月05日 | 海辺の街のコンテナカラオケ          | 吹石一恵   | 岩手県山田町のカラオケ山ちゃんにて。5月4日13時30分取材開始。 |
| 06月12日 | 大型連休・レンタルビデオ店で描く夢  | ムロツヨシ | 足立区のゲオ綾瀬店にて。5月3日正午撮影開始。 |
| 06月19日 | 沖縄 追憶のアメリカン・ドライブイン | 鈴木杏     | 恩納村の シーサイド ドライブイン にて。5月14日正午撮影開始。年間第9位。 |
| 06月26日 | ウワサの猫と商店街                  | 吹石一恵   | 水戸市の宮下銀座商店街の糸久タバコ店の看板猫（飼い主はこの店の従業員とは別）の、額に八の字の模様がある猫「ハチ」を願掛けなどで尋ねる人々を撮影。5月20日14時撮影開始。夜は飼い主の仕事場で独り留守番をする様子を撮影。年間第7位。 |
| 07月03日 | “はなキャバ”人生劇場                | 市川実日子 | 茨城県日立市の塙山キャバレーにて。6月5日18時撮影開始。 |
| 07月10日 | 福岡・久留米 とんこつラーメン物語   | 小出恵介   | 久留米市宮の陣（国道3号線沿い）の24時間営業のラーメン屋、丸星中華そばセンターにて。5月31日24時撮影開始。 |
| 07月17日 | 東京・下町 男と女のダンスホール     | 西田尚美   | 鶯谷駅前の ダンスホール新世紀 にて。6月11日13時撮影開始。 |
| 07月24日 | 路面電車に揺られて                  | 吹石一恵   | 広島駅を出発点に広島電鉄の路面電車を乗り潰しながら、撮影許可を得た人に突撃取材。6月26日10時撮影開始。 |
| 07月31日 | 田んぼの中のオアシスホテル          | 仲里依紗   | 新潟県燕市のドライブイン併設ホテル「公楽園」にて。7月3日13時撮影開始。 |
| 08月21日 | ニューヨーク コインランドリー劇場   | 吹石一恵   | クイーンズ区・地下鉄N線 30番街駅近くの「NEW TOWN LAUNDROMAT」にて。現地時間7月17日12時撮影開始。 |
| 08月28日 | 中国・大連 日本食材スーパーで       | 鈴木杏     | 久光百貨大連店の地下食品売り場にて。現地時間7月10日12時撮影開始。 |
| 09月04日 | 大仏を見上げる霊園で                | 市川実日子 | 牛久大仏がある 牛久浄苑 にて。8月13日11時取材開始。年間第2位。 |
| 09月18日 | 夏コミ! “日本一”のコンビニで        | 吹石一恵   | コミックマーケット88期間中のローソン国際展示場駅前店にて。8月14日午前0時撮影開始。歴代第9位。 |
| 10月02日 | 夏の終わり 国会前の路上で           | 市川実日子 | 安全保障法案成立直前の国会周辺の道を巡る。9月3日午前10時撮影開始。 |
| 10月09日 | 老舗ホテル また会う日まで           | 市川実日子 | 閉館直前のホテルオークラ東京本館にて。8月29日14時撮影開始。31日24時の閉館後の別館の引越しと翌朝の別館の様子がエンディングで流された。                                                                                            |
| 10月23日 | 旅漁師 イカ釣り人生                 | 田畑智子   | 山口県下関市豊北町の特牛港に日本全国から集うイカ漁師を取材。8月19日午前9時取材開始。 |
| 10月30日 | ディープ東京 リトルマニラの片隅で   | 吹石一恵   | 足立区竹ノ塚の19時間営業のフィリピンパブ・カリンにて。9月17日20時取材開始。 |
| 11月06日 | 街角のダビング店 よみがえる映像     | 仲里依紗   | ダビングスタジオ東京池袋本店にて。9月4日13時撮影開始。 |
| 11月13日 | 格安航空 眠らない空港で             | ムロツヨシ | 関西国際空港でLCCを利用する人を取材。9月25日14時撮影開始。 |
| 11月27日 | 歌舞伎町 真夜中の調剤薬局           | 鈴木杏     | 歌舞伎町の深夜営業の調剤薬局、ニュクス薬局 にて。10月8日21時撮影開始。 |
| 12月04日 | 世界最大 古書の迷宮へようこそ       | 吹石一恵   | 神田古書店街を取材。10月15日正午撮影開始。 |
| 12月11日 | 占いの館 運命の交差点               | 市川実日子 | 新宿駅前の 鳳占やかた にて。10月24日14時撮影開始。 |
| 12月18日 | 秋葉原 秘密の工房で                 | 田畑智子   | 秋葉原の会員制工房、DMM.make AKIBA にて。11月10日11時撮影開始。 |

| 放送日   | タイトル                                   | 語り                  | 内容 |
| -------- | ------------------------------------------ | --------------------- | --- |
| 01月08日 | 横浜 オールナイトでとんかつを              | 市川実日子            | 横浜市中区長者町のとんかつと和食の店 長八にて。12月10日18時撮影開始。                                                                     |
| 01月15日 | 東京かっぱ橋 食の道具街で                  | 吹石一恵              | かっぱ橋道具街通りにて。12月15日11時撮影開始。                                                                                            |
| 01月22日 | 札幌 聖夜のバスターミナルで                | 仲里依紗              | 北海道中央バス札幌ターミナルにて。12月23日12時撮影開始。年間第7位（同数）。                                                               |
| 01月29日 | 東京タワーで見る初夢は                     | 吹石一恵              | 12月31日13時撮影開始。 |
| 02月19日 | 大阪・天神橋筋 商店街のベンチにて          | 小出恵介              | 1月14日14時撮影開始。 |
| 02月26日 | 真冬の東京 その名は“はな子”                | 鈴木杏                | 井の頭自然文化園のアジアゾウ「はな子」に集う人々を取材。1月20日11時撮影開始。年間第10位。                                                 |
| 03月04日 | 冬・津軽 100円の温泉で                     | ムロツヨシ            | 青森県黒石市追子野木の100円温泉にて。1月29日正午撮影開始。年間第4位。                                                                     |
| 03月18日 | 恋に恋して バレンタイン神社                | 市川実日子            | 福岡県筑後市の水田天満宮の境内末社である恋木神社にて。2月15日13時撮影開始。                                                               |
| 04月01日 | 日韓72時間 くらべちゃいましたSP            | 詳細後述              | 詳細後述 |
| 04月08日 | 昭和歌謡に引き寄せられて                   | 仲里依紗              | 東京・新宿のディスクユニオン昭和歌謡館にて。2月19日13時撮影開始。                                                                         |
| 04月15日 | 大都会 犬と猫のシェルターで                | 鈴木杏                | ミグノンプラン が運営する東京・代々木のペットシェルターの活動を取材。3月12日正午撮影開始。                                                |
| 04月22日 | さらば! 俺たちの船橋オート                 | 仲里依紗              | 船橋オート廃止前の最後の3日間を取材。3月19日10時撮影開始。年間第7位（同数）。                                                             |
| 04月29日 | 秋田・真冬の自販機の前で 惜別編            | 仲里依紗 （追加映像） | 「秋田・真冬の自販機の前で」（2015年3月6日放送分）の再構成版。 営業最終日となる2016年3月31日の映像を加えたもの。22:50 - 23:20の拡大放送。 |
| 05月06日 | 北のどんぶり飯物語                         | 吹石一恵              | 仙台市の「半田屋中田店」にて。3月9日12時撮影開始。                                                                                        |
| 05月13日 | 異国でハンコをたずさえて                   | 吹石一恵              | 新大久保コリアタウンの外国人客が多いハンコ店「島村印店」にて。4月5日10時撮影開始。                                                        |
| 05月20日 | 群馬 伊勢崎 いつものフードコートで         | 市川実日子            | 群馬県伊勢崎市のスマーク伊勢崎のフードコートにて。2月25日13時撮影開始。                                                                   |
| 06月03日 | ゆきゆきて 酷道439                         | 鈴木杏                | 国道439号を徳島市本町から高知県四万十市まで走破。4月26日9時撮影開始。年間第2位。                                                          |
| 06月10日 | アンコール 真冬の東京 その名は“はな子”     | 鈴木杏                | はな子の死去に伴い、冒頭にその説明をつけた上で放送。                                                                                      |
| 06月17日 | 火山の島 フェリーにゆられて 行ったり来たり | 鈴木杏                | 24時間運航の桜島フェリーを取材。3月31日10時撮影開始。                                                                                     |
| 06月24日 | 浅草 大人のジェットコースター              | 鈴木杏                | 花やしきのローラーコースターにて。4月25日11時撮影開始。                                                                                   |
| 07月01日 | 京都・鴨川デルタ、青春の日々               | 仲里依紗              | 京都市出町柳の鴨川三角州にて。5月12日正午撮影開始。年間第6位及び歴代第11位。                                                              |
| 07月08日 | 囲碁の魔力に囚（とら）われて               | 吹石一恵              | 新宿歌舞伎町の24時間営業の碁会所、新宿 秀策 にて。5月20日17時撮影開始。年間第5位。                                                        |
| 07月15日 | 広島 大統領を待つ街角で                    | 鈴木杏                | オバマ大統領の訪問を前にした広島市のアリスガーデンにて。5月25日正午撮影開始。                                                             |
| 07月22日 | 名古屋 レトロ喫茶へようこそ                | 川栄李奈              | 名古屋市の喫茶店コンパル大須本店にて。6月3日9時30分撮影開始。                                                                             |
| 07月28日 | 突撃！ 秘密のネットオークション            | 市川実日子            | ヤフオク!の出品者にNHK放送センターから直接取材に出向く。 5月14日10時取材開始。20:15-20:43の放送。                                         |
| 08月04日 | スペシャル ブラジル 祈り満つる秘密の聖地で | ピエール瀧            | サンパウロ市から車で1時間ほどにある黒魔術（ウンバンダ）の聖地に密着。 現地時間6月24日午前9時取材開始。20:15-20:43の放送。                 |
| 09月16日 | 女子刑務所 彼女たちの素顔                  | 鈴木杏                | 女性受刑者だけが収容されている和歌山刑務所にて。7月27日8時撮影開始。                                                                      |
| 09月23日 | 長崎 お盆はド派手に花火屋で                | 仲里依紗              | 精霊流し期間中の長崎市を老舗花火問屋・立岩商店を拠点に取材。8月13日11時撮影開始。年間第1位及び歴代第6位。                                 |
| 09月30日 | 福井 真夏の無人氷屋                        | 勝地涼                | 福井市片町の24時間営業の氷の無人販売店、さくら氷にて。7月29日正午撮影開始。                                                               |
| 10月07日 | 大都会 モンスターに沸く公園で              | 吹石一恵              | ポケモンGOのプレイヤーが集う東京・錦糸町の錦糸公園にて。8月19日正午撮影開始。                                                             |
| 10月14日 | 平塚 多国籍のお肉屋さん                    | 鈴木杏                | 平塚市の 肉のユーダイ にて。7月30日正午撮影開始                                                                                           |
| 10月21日 | 四国 海だけの小さな駅で                    | 川栄李奈              | 伊予市の下灘駅にて。9月6日午前11時撮影開始。年間第3位。                                                                                   |
| 10月28日 | 黄昏（たそがれ）のゴルフ打ちっ放し         | 吹石一恵              | 足立区入谷の東京ジャンボゴルフセンターにて。8月28日13時撮影開始。                                                                         |
| 11月04日 | 夢みる巨大画材店                           | ムロツヨシ            | 世界堂新宿本店にて。9月19日正午撮影開始。                                                                                                 |
| 11月11日 | 北アルプス 天空のテント村                  | 川栄李奈              | 長野県の涸沢カールの涸沢テント村にて。10月7日午前10時撮影開始。                                                                           |
| 11月18日 | 福岡・中洲 真夜中の保育園                  | 鈴木杏                | 福岡市博多区中洲の深夜営業の保育園・どろんこ保育園 にて。10月12日16時撮影開始。年間第9位。                                                |
| 11月25日 | 村長選挙 旅する投票箱                      | 市川実日子            | 2016年度福島県飯舘村の村長選挙巡回期日前投票を追跡。10月14日午前9時30分取材開始。                                                         |
| 12月02日 | 六本木ハロウィーン 仮面の告白              | 吹石一恵              | 六本木交差点を拠点に、ハロウィンに興じる人々に突撃取材。10月28日20時撮影開始。                                                            |
| 12月16日 | 沖縄 7000人のウチナーンチュ大会            | 吹石一恵              | 那覇市・国際通りを拠点に「世界のウチナーンチュ大会」を取材。10月26日正午撮影開始。                                                        |

- 4月1日放送の「日韓72時間 くらべちゃいましたSP」は、韓国・KBSで放送されている「ドキュメンタリー3日間（朝鮮語版）」とのコラボレーション企画（22:00 - 23:15放送）。日本側からは「ニューヨーク コインランドリー劇場」（2015年8月21日放送分）の全編と日韓比較パートで「秋田 真冬の自販機の前で」（2015年3月6日放送分）の一部、韓国側からは「食卓の上の大陸 世界最大の中国料理店」（中国・長沙市の西湖楼（英語版）にて2015年12月18日午前10時撮影開始、撮り下ろし）の全編と比較パートで「20歳の上京記 男子禁制のアパートの3日間」（KBS2010年6月20日放送分）の一部を紹介。ナレーターは日本側が吹石一恵、韓国側がオ・マンソク（吹き替え・安井邦彦）、日韓比較パートがムロツヨシ。

| 放送日   | タイトル                                      | 語り       | 内容 |
| -------- | --------------------------------------------- | ---------- | --- |
| 01月13日 | 成田 聖夜の入国審査場                         | 仲里依紗   | 成田空港第1ターミナル南ウイング入国審査場にて。2016年12月22日午後12時4分撮影開始。                                                                     |
| 01月20日 | なぜか大宮 喫茶店は待っている                 | 市川実日子 | さいたま市大宮区の珈琲館伯爵邸にて。12月2日13時撮影開始。年間第9位。                                                                                   |
| 01月27日 | 宮崎 路上ピアノが奏でる音は                   | 川栄李奈   | みやざきアートセンター 1階エントランスに置かれたアップライトピアノ「ストリートピアノ」を定点観測。12月8日14時撮影開始。年間第2位。                     |
| 02月10日 | 別府 百年の温泉で                             | 仲里依紗   | 竹瓦温泉にて。2017年1月9日14時撮影開始。 |
| 02月17日 | 横須賀 軍艦の見える公園で                     | 鈴木杏     | ヴェルニー公園にて。1月19日正午撮影開始。 |
| 02月24日 | 激安肌着 ぬくもりを探して                     | 仲里依紗   | 東京都十条銀座のポポみどり屋1号館にて。1月12日正午撮影開始。                                                                                           |
| 03月03日 | 黄金の串カツに願いを                          | 鈴木杏     | 岐阜県の千代保稲荷神社参道にある串かつ 玉家にて。1月29日正午取材開始。                                                                                 |
| 03月10日 | キリンが見える散歩道                          | 勝地涼     | 熊本市動植物園横の道にて。2月11日午前10時撮影開始。 |
| 03月17日 | 香港 チョンキンマンションへようこそ           | 鈴木杏     | 香港・九龍の重慶大厦にて。警備室を拠点に2月10日正午撮影開始。3月30日00:15 - 1:50「祝5年目突入!春のドキュメント72時間祭り」内にて44分間の完全版を放送。 |
| 04月07日 | 運命の七差路                                  | 市川実日子 | 東京都大田区の七差路（七辻交差点）にて。3月3日13時撮影開始。                                                                                           |
| 04月14日 | 春 街角のかばん店で                           | 川栄李奈   | 東京・アメ横の マスヤバッグ にて。3月18日13時撮影開始。                                                                                                |
| 04月21日 | 都会の小さいお葬式                            | 川栄李奈   | 家族葬専門の葬儀場・ラステル新横浜 にて。3月12日午前11時撮影開始。年間第1位。                                                                          |
| 04月28日 | 金剛山 ライブカメラの山頂で                   | 吹石一恵   | 大阪府の金剛山にある、毎時0分にシャッターが切られるライブカメラに集う人たちを取材。4月1日午前9時50分取材開始。年間第6位。                              |
| 05月12日 | 夜の森 桜のトンネルで                         | 仲里依紗   | 2017年4月1日に原発事故による避難指示が一部解除された福島県双葉郡夜ノ森地区の桜のトンネルにて。4月9日午前9時撮影開始。                                  |
| 05月19日 | 生地とボタンと私                              | 鈴木杏     | オカダヤ新宿本店にて。3月23日13時撮影開始。年間第7位。                                                                                                 |
| 05月26日 | 禅寺修行、始めてみました。                    | 勝地涼     | 京都府亀岡市の 宝泉寺 にて。5月3日14時15分撮影開始。                                                                                                   |
| 06月02日 | 白い秘密の婚活ルーム                          | 市川実日子 | 新宿郵便局近くのビルの最上階で毎日行われているという PARTY PARTY による個室ブース型婚活パーティーを取材。4月22日13時撮影開始。                         |
| 06月09日 | 東京・渋谷 モスクで会いましょう               | 鈴木杏     | 東京ジャーミイにて。5月11日正午撮影開始。 |
| 06月16日 | ゆらゆら くらげに誘われて                     | 鈴木杏     | 山形県の鶴岡市立加茂水族館にて。5月14日正午撮影開始。年間第4位。                                                                                       |
| 06月30日 | トラック一人旅 風に吹かれて                   | ムロツヨシ | 佐賀県鳥栖市の鳥栖トラックステーションにて。5月18日正午撮影開始。年間第8位。                                                                           |
| 07月07日 | 空の密室 屋上観覧車                           | 吹石一恵   | 愛媛県松山市のいよてつ高島屋の大観覧車くるりんを取材。5月28日14時取材開始。                                                                            |
| 07月14日 | 北九州 小倉 “百円酒場”のブルース              | 勝地涼     | 北九州市小倉北区の白頭山にて。6月9日18時撮影開始。 |
| 07月21日 | 巨大団地 中古ショップでハロー・グッバイ       | 川栄李奈   | BOOKOFF SUPER BAZAAR 多摩永山店にて。6月17日正午撮影開始。                                                                                             |
| 07月28日 | 海が見える老人ホーム                          | 吹石一恵   | 神奈川県三浦市三崎町諸磯(油壺)の老人ホーム、油壺エデンの園 にて。6月26日午前10時撮影開始。年間第3位及び歴代第3位。                                     |
| 08月25日 | 山奥の不夜城レストラン                        | 市川実日子 | 山口県岩国市玖珂町にあるレストラン「いろり山賊」にて。7月21日18時撮影開始。                                                                            |
| 09月01日 | 夏の甲子園 もうひとつの青春                   | 川栄李奈   | 第99回大会に出場した東筑高校の地元、北九州市八幡西区の様子。8月6日15時、撮影開始。                                                                     |
| 09月15日 | 真夏の秋田 ババのアイスが恋しくて             | 鈴木杏     | 秋田の風物詩「ババヘラ」に集う人々を取材。8月14日12時、撮影開始。                                                                                      |
| 09月22日 | 男が靴を磨くとき                              | 門脇麦     | 東京交通会館内にある靴磨きサービスに集う人々を取材。7月26日12時、撮影開始。年間5位。                                                                   |
| 09月29日 | 基地の町 大人のロックフェス                   | 吹石一恵   | 横田基地のある東京都福生市の福生カニ坂公園で開催される「福生カニ坂ロックフェス」を取材。 8月25日12時、撮影開始。                                       |
| 10月06日 | それでもバイクで走る理由                      | 吹石一恵   | ライコランドTokyo Bay東雲店にて。9月8日14時、撮影開始。                                                                                                |
| 10月20日 | 渋谷 スマホ修理店                             | 仲里依紗   | 東京渋谷の雑居ビルにあるスマートフォン修理の専門店にて。9月10日12時、撮影開始。                                                                        |
| 10月27日 | 京都 静かすぎる図書館                         | ムロツヨシ | 京都市左京区の「私設図書館」にて。9月18日13時、撮影開始。年間第10位。                                                                                  |
| 11月03日 | スペインカナリア諸島 マグロ漁師の短いバカンス | 吹石一恵   | 釜石港を出港しカナリア諸島に寄港した日本漁船を取材。9月20日8時、撮影開始。                                                                             |
| 11月10日 | 英会話教室でシーユーアゲイン                  | 市川実日子 | マンツーマン指導の英会話教室「GABA梅田ラーニングスタジオ」にて。9月22日11時30分、撮影開始。                                                            |
| 11月17日 | ゲストハウス 1泊3千円のオアシス               | 勝地涼     | 川崎市川崎区のゲストハウス「On the Marks」にて。10月14日15時03分から撮影開始。                                                                         |
| 11月24日 | “コリ”にまつわるエトセトラ                    | ムロツヨシ | さいたま市の「りらくる東浦和店」にて。10月20日14時、撮影開始。                                                                                         |
| 12月01日 | 今夜も、もう一枚 24時間印刷店                 | 仲里依紗   | キンコーズ池袋西口店にて。11月4日12時、撮影開始。 |
| 12月08日 | 小笠原諸島 週に1度の宅配便                    | 鈴木杏     | 東京都小笠原村・父島での配達車を追跡。11月1日12時、定期船の父島入港から撮影開始。                                                                      |
| 12月15日 | 根室 “ほっこり弁当”冬物語                     | 吹石一恵   | 「やきとり弁当」が名物の根室市のタイエー西浜店にて。11月16日12時、撮影開始。                                                                           |

- 1月27日放送分の取材対象となった宮崎の「路上ピアノ」は、『朝まで!ドキュメント72時間 2017』の中で松崎ナオがこのピアノを使って主題歌の「川べりの家」と挿入歌の「そうして回る」を演奏した模様が放送されており、楽曲の動画がNHKのYouTubeチャンネルで公開されていた。YouTubeでの公開は終了したが、引き続き公式サイト内で動画を公開している[41]。

| 放送日   | タイトル                                | 語り       | 内容 |
| -------- | --------------------------------------- | ---------- | --- |
| 01月12日 | 新宿・花園神社 夢は、夜ひらく           | 川栄李奈   | 酉の市で賑わう新宿区・花園神社にて。2017年11月29日9時撮影開始。                                                                                      |
| 01月19日 | 眠らないパン屋 聖夜の贈り物             | 鈴木杏     | 江東区東陽の「モンシェール 東陽町工場」にて。2017年12月24日11時撮影開始。                                                                            |
| 01月26日 | 津軽海峡 年越しフェリー                 | 勝地涼     | 年末年始に津軽海峡フェリー「ブルーハピネス」に乗船する人々を追う。2017年12月30日8時30分撮影開始。年間第5位。                                         |
| 02月02日 | 伝説のゲーセン 大人たちの闘い           | 吹石一恵   | 東京・高田馬場のゲームセンター「ミカド」にて。1月9日14時撮影開始。年間第1位。                                                                        |
| 03月02日 | COOL! 下町 浅草・バッティングセンター   | 勝地涼     | 浅草ROX内にあるバッティングセンター「浅草バッティングスタジアム」にて。1月18日13時撮影開始。                                                         |
| 03月09日 | 渋谷 春の花から物々交換                 | 吹石一恵   | 渋谷の街角で、偶然出会う人たちと物々交換にチャレンジ。2月11日13時撮影開始。                                                                          |
| 04月06日 | 大空に飛行機を見上げて                  | 勝地涼     | 成田空港を離着陸する飛行機のビュースポットとなっているさくらの山公園にて。3月4日12時撮影開始。年間第10位。                                           |
| 04月13日 | 大都会ねずみパトロール                  | 市川実日子 | ネズミ駆除を専門に行う「GPコーポレーション」の作業班に密着。2月24日7時撮影開始。                                                                     |
| 04月20日 | 東北 春を探して 国道45号線を行く        | 市川実日子 | 東日本大震災から7年目を迎える3月11日12時に仙台市青葉区の勾当台公園前を出発し国道45号を北上、道行く人を取材する。岩手県久慈市で72時間が経過して終了。 |
| 04月27日 | 街角の法律相談所                        | 鈴木杏     | 弁護士会新宿総合法律相談センター にて。 |
| 05月11日 | 旅する美容室                            | 仲里依紗   | 訪問美容サービスを行う「trip salon un.」に密着。 |
| 05月18日 | 島へ 山へ 走る図書館                    | 吹石一恵   | 松山市の移動図書館「つばき号」に密着。3月29日10時撮影開始。                                                                                          |
| 05月25日 | 春の日本海 ホタルイカを待ちながら       | 市川実日子 | 富山湾の春の風物詩「ホタルイカの身投げ」に集まる人々を取材。4月13日16時撮影開始。                                                                    |
| 06月01日 | 大阪・西成 24時間夫婦食堂               | 枝元萌     | 大阪市西成区にある24時間営業の食堂「わらじや」にて。年間第4位。                                                                                      |
| 06月08日 | 1円パチンコに哀歓あり                   | 鈴木杏     | 宮城県石巻（正確には東松島市）のパチンコ店「まるたま石巻店」にて。                                                                                   |
| 06月15日 | 百貨店 化粧品フロアの女たち             | ムロツヨシ | 名古屋市中区栄の松坂屋名古屋店化粧品売場にて。年間第8位。                                                                                            |
| 06月22日 | 秋田“いのちの温泉”に集う人々            | 仲里依紗   | 仙北市・玉川温泉の天然岩盤浴に集う人々を取材。年間第6位。                                                                                            |
| 07月13日 | バク転教室 明日に向かって跳べ！         | 市川実日子 | 板橋区の体操塾「アクション&アクロバットスタジオ つばさ基地」にて。                                                                                   |
| 07月20日 | 日本ダービー大行列                      | 吹石一恵   | 第85回東京優駿（日本ダービー）が行われた東京競馬場の入場待機列に並ぶ人々を開催日3日前の5月24日から取材。年間第2位及び歴代第5位。                     |
| 07月27日 | 命を運ぶ 大病院の引っ越し               | 松岡茉優   | 目黒区大橋の東邦大学医療センター大橋病院の引っ越しに密着。年間第7位。                                                                                |
| 08月03日 | さよなら! 私の愛した百貨店              | 鈴木杏     | 2018年6月30日に閉店した名古屋市中区栄の老舗百貨店・丸栄本店の最後の3日間を追う。年間第3位。                                                          |
| 08月24日 | 東京湾 真夏の海釣り公園                 | 勝地涼     | 川崎市川崎区東扇島の一角にある東扇島西公園にて。 |
| 08月31日 | 関門海峡 海底トンネル                   | 吹石一恵   | 下関市と北九州市門司区を結ぶ関門人道トンネルを行き交う人たちを取材。                                                                                 |
| 09月07日 | 海上保安学校 青春グラフィティー         | 枝元萌     | 舞鶴市の海上保安学校本校で集団生活を送る若者を取材。年間第9位。                                                                                      |
| 09月21日 | 東京・新橋 ジューススタンド夏物語       | 鈴木杏     | ニュー新橋ビル内にあるジューススタンド「ベジタリアン 新橋本店」にて。                                                                                |
| 09月28日 | 海外送金所から愛をこめて                | 市川実日子 | ウニードス の運営する海外送金サービス「キョウダイレミッタンス新大久保駅前店」にて。                                                                  |
| 10月05日 | 渋谷 “アムラーの聖地”へ                 | 浅利陽介   | 安室奈美恵の引退を迎える直前のSHIBUYA 109にて。引退前々日の2018年9月14日12時撮影開始。                                                               |
| 10月26日 | 函館 ハンバーガーと幸せと               | 仲里依紗   | ラッキーピエロ 昭和店にて。 |
| 11月02日 | 東京駅 “銀の鈴”で会いましょう           | 吹石一恵   | 東京駅改札内の待ち合わせスポット「銀の鈴広場」にて。                                                                                                 |
| 11月09日 | さらば築地市場 いつもの立ち食いそば屋で | 鈴木杏     | 築地場外にある「ゆで太郎 築地店」にて、築地市場閉場までの最後の3日間を取材。                                                                         |
| 11月16日 | 3333段 日本一の石段の先には             | 勝地涼     | 八代市の釈迦院御坂遊歩道（日本一の石段）にて。 |
| 11月30日 | 滋賀・草津 巨大パーキングエリア         | 吹石一恵   | 名神高速道路草津PA（上り線）にて。 |
| 12月07日 | ニュータウンのホームセンター DIYな人々  | 石橋静河   | 印西市の「ジョイフル本田 千葉ニュータウン店」にて。                                                                                                  |
| 12月14日 | 広島 作業服店 そこに現場があるから      | 鈴木杏     | 広島市東区の「児玉センイ 矢賀店」にて。 |

| 放送日   | タイトル                                     | 語り       | 内容 |
| -------- | -------------------------------------------- | ---------- | --- |
| 01月11日 | 新宿・音楽スタジオ ぼくらがバンドを組む理由  | 向井秀徳   | 24時間営業の貸しスタジオ「スタジオペンタ新宿店」にて。年間第6位。                                                            |
| 01月18日 | 仙台 出会いを求めて“相席ラウンジ”            | 石橋静河   | 仙台市青葉区国分町にある「ORIENTAL LOUNGE EVE SENDAI」にて。年間第3位。                                                      |
| 01月25日 | 成田空港 格安航空会社（LCC）専用ターミナルで | 吹石一恵   | 年の瀬の成田国際空港第3ターミナルにて。                                                                                      |
| 02月01日 | 真冬のキャンプ場 富士山を眺めながら          | 鈴木杏     | 富士山を望む富士宮市・ふもとっぱらキャンプ場 にて。                                                                          |
| 02月15日 | 冬の東京 たい焼きエレジー                    | 市川実日子 | 新宿区四谷（住所は若葉）にあるたい焼き専門店「たいやき わかば」にて。                                                        |
| 02月22日 | 大阪 道頓堀で物々交換                        | 鈴木杏     | 戎橋近辺で、ビリケン人形からスタートして物々交換にチャレンジ。                                                               |
| 03月01日 | 旭川・宝くじ売り場 吹雪の中で見る夢は        | 吹石一恵   | 2019年3月で閉店する旭川市の“伝説の宝くじ売り場”「堂前宝くじ店」にて。                                                        |
| 03月15日 | 福岡 早春の不動産屋で                        | 勝地涼     | 福岡市博多区の「未来ビル」にて。                                                                                             |
| 04月12日 | 密着! 巨大転職フェア                         | 石橋静河   | 東京ドームシティ プリズムホールで開催された「doda転職フェア」にて。                                                          |
| 04月19日 | 大阪・渡し船 片道1分の人生航路               | 吹石一恵   | 大阪市大正区の大阪市営渡船・甚兵衛渡 にて。                                                                                  |
| 04月26日 | 密着! “レンタル なんもしない人”              | 仲里依紗   | 「何もせず、ただそこにいるだけ」を職業にしている男性に密着。年間第2位。                                                      |
| 05月10日 | 長崎・五島列島 さよならフェリー              | 鈴木杏     | 五島市福江島・福江港の春の風物詩となっている、島を去る人を見送る光景を取材。年間第9位。                                      |
| 05月17日 | 学生街・高田馬場 いつかの“青春ロータリー”で  | 木竜麻生   | 高田馬場駅前のロータリー広場にて。                                                                                           |
| 05月24日 | 樹木葬 桜の下のあなたへ                      | 吹石一恵   | 町田市・町田いずみ浄苑 にて。年間第4位及び歴代第7位。                                                                        |
| 05月31日 | 眠らない巨大貨物ターミナル                   | 勝地涼     | 日本最大の貨物駅・東京貨物ターミナル駅にて。                                                                                 |
| 06月07日 | 渋谷郵便局 街角の“平成史”                    | 石橋静河   | 平成から令和に変わる3日間の郵便局窓口を取材。                                                                                |
| 06月21日 | “サバゲー”を生きる人たち                     | 市川実日子 | 印西市の「サバゲーフィールド ユニオンベース」にて。年間第5位。                                                               |
| 06月28日 | 断食 空腹の向こうがわ                        | ムロツヨシ | 伊東市（伊豆高原）のファスティング（断食）ホテル「やすらぎの里」にて。                                                       |
| 07月05日 | 東京・阿佐ヶ谷 金魚の池のほとりには          | 仲里依紗   | 杉並区にある金魚専門の釣り堀「寿々木園」にて。年間第10位。                                                                   |
| 07月26日 | 新宿 ウイッグ専門店                          | 川栄李奈   | 新宿サブナード内にある「ストゥリーム」にて。年間第7位。                                                                      |
| 08月02日 | 神戸・激安靴店を歩けば                       | 吹石一恵   | 神戸市西区の「靴のヒラキ 岩岡店」にて。                                                                                      |
| 08月22日 | クライミングジム 上を向いて登ろう            | 鈴木杏     | 川崎市多摩区の「PUMP2 KAWASAKI」にて。                                                                                       |
| 08月30日 | 沖縄・自動車学校 免許の先に見る夢は          | 仲里依紗   | 豊見城市の「壺川自動車学校」にて。                                                                                           |
| 09月06日 | さらば東京! 移住相談センター                 | 浅利陽介   | 東京交通会館内にある「NPO法人ふるさと回帰支援センター」にて。                                                                |
| 09月13日 | 梅雨明けのコイン洗車場で                     | 石橋静河   | 品川区勝島の「カーウォッシュ大井」にて。                                                                                     |
| 09月20日 | 訪問看護師 街をゆく                          | 石橋静河   | 東久留米市の「東久留米白十字訪問看護ステーション」にて。年間第8位。                                                          |
| 09月27日 | 阿蘇・ライダーたちの夏 10年に1度の撮影会     | 仲里依紗   | 阿蘇山の麓で10年に一度開催される、集まったライダーたちを撮影し写真集にするイベント「草千里19」にて。年間第1位及び歴代第4位。 |
| 10月11日 | 北の大地 献血バスが行く                      | 吹石一恵   | 北海道赤十字血液センター の「献血バス」（移動採血車）が遠別町・豊富町・幌延町・天塩町を巡回する様子。                        |
| 10月18日 | 東京永田町 シェアオフィス                    | 勝地涼     | 千代田区永田町（住所は平河町）のシェアオフィス「Nagatacho GRiD」にて。                                                       |
| 10月25日 | 夏の終わり ぐるっと大阪城公園                | 枝元萌     | 特別史跡でありながら原則として24時間無料開放されている都市公園に3日間密着。                                                  |
| 11月01日 | 中国・雲南省 カモメが見える都市公園          | 吹石一恵   | 昆明市の公園にて。中国の番組制作会社が収録（後述参照）。                                                                     |
| 11月08日 | 福岡 泣いて笑って24時間歯医者                | ムロツヨシ | 福岡市博多区吉塚（福岡空港近く）の「空港口24時間歯科・小児歯科医院」にて。                                                   |
| 11月15日 | 銀座の酒屋の物語                             | 石橋静河   | 「銀座777」にて。 |
| 11月22日 | 小さなウエディングストーリー                 | 勝地涼     | レックが展開する結婚式場「小さな結婚式 表参道店」にて。                                                                      |
| 12月13日 | 長野 天空の絶景を眺めて                      | 市川実日子 | 下伊那郡阿智村の富士見台高原ヘブンス山頂展望台にて。                                                                         |
| 12月20日 | 尼崎 黄昏のアミューズメント施設              | 鈴木杏     | 「アミューザー」にて。 |

- 11月1日放送分の「中国・雲南省 カモメが見える都市公園」は、中国の番組制作会社にノウハウを提供して撮影されたもの（中国では2018年からテンセントグループを通じてネット配信を実施）で、テーマソングの「川べりの家」も中国人歌手が歌ったものが用いられた。本放送に先立ち、8月21日に六本木ヒルズで開催された『MIRAI SUMMER CAMP』の会場で、水野良樹（いきものがかり）をゲストに迎えて上映会とトークショーイベントが開催された[55]。

### 2020年代
| 放送日   | タイトル                                          | 語り       | 内容 |
| -------- | ------------------------------------------------- | ---------- | --- |
| 01月10日 | 激走400キロ! 沖縄1周サバイバルラン                | 吹石一恵   | 沖縄本島の1周約400kmを制限時間72時間以内に走る「沖縄本島1周サバイバルラン」に密着。 |
| 01月17日 | 青森・下北半島 "ワケあり"横丁                     | 鈴木杏     | むつ市田名部町の「神社横丁」にて。年間第10位。 |
| 01月24日 | 秋葉原 電子部品に魅せられて                       | 吹石一恵   | 千石電商秋葉原本店にて。年間第8位。 |
| 01月31日 | 宮崎 ナゾの巨大魚を追え!                          | 仲里依紗   | 宮崎市佐土原町の石崎浜でオオニベを狙う人々を取材。年間第6位。 |
| 02月07日 | 福島・浪江 ふるさとのスーパーで                   | 石橋静河   | 福島第一原発事故に伴う避難指示が解除されて以降初めて出店したスーパー「イオン浪江店」が迎える初の年末年始を取材。年間第7位。                                                            |
| 02月14日 | 神戸 あの日のピアノを弾きながら                   | 吹石一恵   | 神戸市内の幼稚園で阪神・淡路大震災に被災し、現在は神戸駅前の地下街「デュオこうべ」に設置されたストリートピアノ を、震災から25年目を迎える2020年1月17日を挟んだ3日間で取材。年間第3位。 |
| 02月21日 | 東京・下町 24時間営業の焼き肉店                   | 勝地涼     | 江東区住吉の「炭良ホルモン」にて。 |
| 02月28日 | "ヤンキー・インターン" 俺たち今日からスーツ着ます | 鈴木杏     | 人材派遣会社「ハッシャダイ」が手掛ける再教育プログラム「ヤンキーインターン」に密着。                                                                                                   |
| 03月06日 | 小さな屋台カフェ 千夜一夜物語                     | 市川実日子 | 足利市の国道沿いに出店するコーヒー専門の屋台カフェ「アラジン」に密着。年間第5位。 |
| 07月31日 | 東京・井の頭公園 池のほとりに引き寄せられて       | 吹石一恵   | 新型コロナウイルス感染症の世界的流行による緊急事態宣言の解除から1か月が経った様子を取材。                                                                                              |
| 08月07日 | ワークアウト! 眠らない巨大スポーツジム            | 吹石一恵   | 渋谷区神宮前の「ゴールドジム原宿東京店」にて。2月中旬に撮影。 |
| 08月14日 | 星に願いを 都会の七夕祭り                         | 鈴木杏     | 増上寺の七夕祭りを取材。 |
| 09月04日 | 石川 なぎさドライブウェイ思い出の砂浜で           | 仲里依紗   | 日本で唯一、波打ち際の砂浜を車で走れる千里浜なぎさドライブウェイにて。 |
| 09月11日 | 東京・タクシードライバー 街ゆく彼らの人生行路     | 石橋静河   | 東京都港区の「青山公園タクシー調整待機所」にて待機するタクシードライバー達を取材。 |
| 09月18日 | 東京・隅田川 花火大会のない静かな夏に             | 市川実日子 | 隅田川花火大会が中止となった隅田川の遊歩道を、岩淵水門から東京湾方面へ向かって歩きながら取材。                                                                                         |
| 09月25日 | わたしが楽器を吹く理由                            | 若葉竜也   | 新宿区百人町の管楽器専門店「ダク」にて。年間第1位。 |
| 10月03日 | としまえん 日本最古の回転木馬の前で               | 鈴木杏     | としまえんにあった日本最古の回転木馬「カルーセルエルドラド」を、2020年8月31日の閉園までの3日間で取材。年間第2位。                                                                      |
| 10月09日 | 園芸専門店 花と緑と幸せと                         | 吹石一恵   | 練馬区石神井台の園芸専門店「オザキフラワーパーク」にて。 |
| 10月16日 | 歌舞伎町 さよなら人情キャバレー                   | 石橋静河   | 2020年2月に閉店した東京都内で最後のグランドキャバレー「ロータリー」の最後を取材。年間第4位。                                                                                           |
| 10月23日 | 飲食店の厨(ちゅう)房機器 店主たちの夏             | 石橋静河   | 新宿区戸山の厨房機器下取り・中古販売店「テンポス新宿店」にて |
| 10月30日 | 川崎 丘の上の動物公園                             | 飯豊まりえ | 川崎市の動物公園「夢見ヶ崎動物公園」にて |
| 11月06日 | 札幌・サンドイッチ店 24時間営業は続く             | 石橋静河   | 札幌市にある24時間営業のサンドイッチ店「サンドイッチ工房 サンドリア」にて。年間第9位。                                                                                                 |
| 11月13日 | アウトレット家具店 私が暮らしを変えるとき         | 勝地涼     | 印西市にある大型アウトレット家具店「MEGAMAX千葉ニュータウン店」にて。 |
| 11月20日 | 動物たちが眠る霊園で                              | 鈴木杏     | 府中市の「慈恵院」にて |
| 12月04日 | ベッドタウンの小さなクリーニング店                | 市川実日子 | 東京都町田市の「鈴屋クリーニング」にて |
| 12月11日 | サイクリングの旅 しまなみ海道を駆ける             | 吹石一恵   | しまなみ海道サイクリングロードを尾道市から今治市まで移動しながら取材 |

| 放送日   | タイトル                                  | 語り       | 内容 |
| -------- | ----------------------------------------- | ---------- | --- |
| 01月22日 | 冬の焼きいも店 ぬくもりの先に             | 仲里依紗   | 茨城県つくば市の「つくば石焼芋」にて。年間第8位。 |
| 01月29日 | 北九州 100年続く人情市場で                | 勝地涼     | 福岡県北九州市小倉北区の旦過市場にて。年間第3位。 2022年10月9日のアンコール放送時（18:05-18:45）は、本編終了後に二度の火災後の2022年9月の旦過市場の模様を追加した（追加分のナレーションは森下絵理香）。 |
| 02月05日 | 海ほたるパーキングエリア 年の瀬の展望台で | 鈴木杏     | 年末に東京湾に浮かぶパーキングエリアで過ごす人々を追う。12月29日撮影開始。 |
| 02月12日 | "多国籍団地"のゆく年くる年                | 石橋静河   | 住民の2割が日本国外にルーツを持つという横浜市・大和市の公営いちょう団地にて。12月30日撮影開始。 |
| 03月12日 | 福島・浪江 小さな弁当屋にて               | 川栄李奈   | 福島県浪江町の弁当店「ぽてと」にて。2月3日午前10時撮影開始。 |
| 03月19日 | ドキュメント1DAY 緊急事態宣言下 横浜      | 若葉竜也   | スピンオフ企画。緊急事態宣言下のある1日に、横浜市市内の保健所、特殊清掃業者、PCR検査の自販機、ハローワーク前の4地点にカメラを据え、同時進行で追う。                                                     |
| 04月02日 | 大病院のコンビニ それぞれの"生きる"       | 吹石一恵   | 神奈川県鎌倉市の病院内コンビニ「ローソン 湘南鎌倉総合病院」にて。3月5日撮影開始。年間第1位。 |
| 04月16日 | 大阪 高速バスターミナル 旅立ちの春に      | 仲里依紗   | 大阪府大阪市浪速区湊町（難波）の湊町バスターミナルから出発する人々を。3月12日撮影開始。年間第4位。 |
| 04月23日 | ユニフォーム店 真新しい白衣で             | 市川実日子 | 東京都新宿区新宿にあるユニフォーム専門店「三光白衣 新宿本店」にて。3月14日撮影開始。 |
| 04月30日 | 奄美 海上タクシーに乗って                 | 鈴木杏     | 鹿児島県の奄美大島と加計呂麻島を行き来する海上タクシーを利用する人々を。3月24日撮影開始。 |
| 05月07日 | 銀座おつまみラプソディ                    | 勝地涼     | 東京都中央区銀座のおつまみ専門店「岡田かめや」にて。3月31日撮影開始。年間第2位。 |
| 05月21日 | 能登半島 桜咲く無人駅で                   | 吹石一恵   | 石川県穴水町ののと鉄道七尾線・能登鹿島駅にて。4月6日撮影開始。年間第9位。 |
| 06月11日 | 大都会 お地蔵さまの前で                   | 市川実日子 | 東京都中央区佃の佃天台地蔵尊にて。5月14日撮影開始。 |
| 06月18日 | 私が献血ルームに来た理由                  | 鈴木杏     | 東京都墨田区東京スカイツリータウン内の「献血ルームfeel」にて。5月24日撮影開始。年間第5位。 |
| 06月25日 | 京都 コーヒー豆スタンドで一息を           | 飯豊まりえ | 京都府京都市中京区高倉通錦小路下ルのコーヒー豆量り売りスタンド「びーんず亭」にて。5月22日撮影開始。 |
| 07月09日 | 文房具店 この手紙をあなたに               | 仲里依紗   | 東京都中央区銀座の「伊東屋」手紙用品売り場にて。6月1日撮影開始。年間第6位。 |
| 08月20日 | 巨大熱帯魚店 小さな命のある暮らし         | 吹石一恵   | 東京都東村山市の「トロピランド 小平店」にて。6月25日14時撮影開始。年間第7位。 |
| 09月10日 | 真夏の東京 幻のマラソンコース             | 鈴木杏     | 東京オリンピック2020のマラソンコースに設定されていた都内42.195 kmをめぐる。8月6日9時撮影開始。 |
| 09月17日 | 宮城・気仙沼 漁師たちの"コンビニ"         | 市川実日子 | 宮城県気仙沼市にある寝具や衣類も扱う酒販店「酒のサイシン」にて。7月13日10時撮影開始。年間第10位。 |
| 09月24日 | 山梨・花火専門店 静かな夏物語             | 吹石一恵   | 山梨県市川三郷町にある花火専門店「はなびかん」にて。8月1日11時撮影開始。 |
| 10月01日 | ワケあり食品店 激安の裏側に               | 勝地涼     | 東京都大田区にある激安食品販売店「マルヤス大森町店」にて。9月1日11時撮影開始。 |
| 10月22日 | 夏の終わりに 駅地下の駐輪場で             | 仲里依紗   | 東京都江戸川区葛西駅地下にある自転車駐輪場にて。9月3日8時撮影開始。 |
| 11月05日 | 秋葉原 イヤホン専門店で耳をすませば       | 飯豊まりえ | 東京都千代田区秋葉原のイヤホン・ヘッドホン専門店「e☆イヤホン」にて。9月17日14時撮影開始。 |
| 11月12日 | ドローン練習場 大空に飛び立てば           | 石橋静河   | 千葉県八千代市のドローン練習場「ドローンビレッジ」にて。9月17日12時撮影開始。 |
| 11月19日 | ヘアメイク店 私は眉毛を整える             | 勝地涼     | 大阪府大阪市中央区の難波駅直結の商業施設「ekimoなんば」にあるヘアメイク店「アトリエはるか ekimoなんば店」にて。10月1日13時撮影開始。                                                                    |
| 11月26日 | 大都会 24時間営業の格安弁当店             | 鈴木杏     | 東京都新宿区大久保にある弁当店「ニハマル弁当」にて。10月30日10時撮影開始。 |
| 12月03日 | 巨大スケボーパーク 乗り心地は上々だ       | 吹石一恵   | 愛知県碧南市にあるスケートボード練習場「碧南スポーツパーク」にて。10月9日9時撮影開始。 |
| 12月10日 | 東京・小金井 街角の水くみ場で             | 吹石一恵   | 東京都小金井市にある「六地蔵のめぐみ黄金の水」 にて。11月05日10時撮影開始。 |
| 12月17日 | 大型古着店 私らしい一着で                 | 石橋静河   | 神奈川県厚木市にある大型古着店「古着屋西海岸 厚木店」にて。11月06日10時撮影開始。 |

| 放送日   | タイトル                                    | 語り       | 内容 |
| -------- | ------------------------------------------- | ---------- | --- |
| 01月07日 | ゆめまぼろしのテーマパークへようこそ        | 田畑智子   | 静岡県伊東市のまぼろし博覧会にて 11月19日撮影開始。年間第5位。                                                                 |
| 01月14日 | 看護専門学校 ナイチンゲールに憧れて         | 鈴木杏     | 奈良県生駒市にある阪奈中央看護専門学校にて。11月16日撮影開始。年間第2位。                                                      |
| 01月28日 | 東京・新橋 年の瀬の洋菓子店で               | 鈴木杏     | 東京都港区にある洋菓子店「洋菓子のヒロタ」新橋駅前店にて。12月27日撮影開始。                                                   |
| 02月25日 | 福岡・あの日の遊園地は永遠に                | MISIA      | 2021年12月30日に閉園した福岡県福岡市東区の遊園地「かしいかえん」入園ゲート前にて。閉園3日前の12月28日11時撮影開始。年間第8位。 |
| 03月18日 | 真冬の津軽の列車にて                        | 吹石一恵   | 真冬の津軽鉄道線の列車内にて。1月30日撮影開始。年間第7位。                                                                     |
| 04月08日 | 冬の終わりに 移動スーパー 集落をゆく        | 飯豊まりえ | 京都府北部（丹後地域）で巡回営業するフクヤの移動スーパー「とくし丸」に密着。2月24日撮影開始。年間第10位。                      |
| 04月15日 | 宮城・生花店 あなたを思う春に               | 石橋静河   | 宮城県名取市閖上にある生花店「花創作 苺いちえ フーズガーデンゆりあげ食彩館店」に密着。3月10日12時撮影開始。                    |
| 04月22日 | 新宿・携帯ショップ スマホと歩む人生は       | 勝地涼     | 東京都新宿区の携帯ショップ「au Style SHINJUKU」に密着。3月18日13時撮影開始。                                                   |
| 05月13日 | プリントシール機 彼女たちの春               | 田畑智子   | 東京都町田市のゲームセンター「タイトーステーション町田店」内にあるプリントシール機前にて。3月11日15時撮影開始。                |
| 05月20日 | 沖縄 今日も“ゆんたく”市場で                 | 黒島結菜   | 沖縄県金武町で野菜・骨董品・雑貨などを扱う自由市場「いしじゃゆんたく市場」にて。4月1日12時撮影開始。                           |
| 05月27日 | 巨大模型店 プラモに心ときめいて             | 吹石一恵   | 大阪市浪速区日本橋の模型店「スーパーキッズランド本店」にて。3月27日11時撮影開始。年間第3位。                                   |
| 06月03日 | 写経 "心の旅へ"                             | 飯豊まりえ | 東京都品川区五反田にある「薬師寺東京別院」にて。5月6日11時撮影開始。                                                           |
| 06月10日 | 絵本専門店 わたしの物語                     | 鈴木杏     | 東京都千代田区神田神保町にある絵本専門店「ブックハウスカフェ」にて。4月17日13時撮影開始。年間第9位。                           |
| 06月17日 | 新潟 ヒスイ探しの海岸で                     | 田畑智子   | 新潟県糸魚川市にある親不知海岸にて。5月7日12時撮影開始。                                                                       |
| 06月24日 | 東京・練馬 野菜の自動販売機                 | 勝地涼     | 東京都練馬区田柄にある吉田農場の野菜ロッカーで購入する人々を取材。5月6日12時撮影開始。                                         |
| 07月15日 | 浅草・演芸場 人生は笑いとともに             | 川栄李奈   | 東京都台東区浅草にある浅草演芸ホールにて。5月13日12時10分撮影開始。                                                            |
| 07月22日 | 長崎・ハンカチなびく海辺の駅で              | 吹石一恵   | 長崎県島原市にある島原鉄道大三東駅にて。6月4日10時撮影開始。                                                                   |
| 07月29日 | 東京・渋谷 眠らないレンタルスタジオで       | 市川実日子 | 東京都渋谷区にある24時間営業のレンタルダンススタジオ「Studio Mission」にて。6月3日12時撮影開始。                               |
| 08月26日 | 脱毛クリニック 僕らがヒゲと別れる理由       | 田畑智子   | 神奈川県横浜市のオフィス街にある男性専門の総合美容医療「ゴリラクリニック 横浜院」にて。6月24日13時撮影開始。                   |
| 09月02日 | “どろんこパーク” 雨を走る子どもたち         | 飯豊まりえ | 神奈川県川崎市高津区下作延にある「川崎市子ども夢パーク」にて。7月13日12時撮影開始。年間第1位。                                 |
| 09月09日 | 真夏の大阪 かき氷のメモリーズ               | 鈴木杏     | 大阪府枚方市にある「枚方凍氷」にて。7月24日13時撮影開始。                                                                      |
| 09月16日 | 房総半島 24時間営業の釣り具店               | 吹石一恵   | 千葉県南房総市富浦町にある24時間営業の釣り具店「マリンスポット釣吉」にて。8月5日13時撮影開始。                                 |
| 09月30日 | 山陰・国道9号線 うどん自販機ありけり        | 川栄李奈   | 島根県益田市にあるうどん自販機等の置かれた「後藤商店」にて。8月12日12時撮影開始。年間第6位。                                   |
| 10月07日 | 下町・南千住 コロッケパン物語               | 勝地涼     | 東京都荒川区南千住にある惣菜パンの店「青木屋」にて。8月31日9時撮影開始。                                                       |
| 10月21日 | 都会のレンタルコミック店 ボクらの夢の世界へ | 仲里依紗   | 東京都品川区五反田にあるレンタルコミック店 「TSUTAYA 西五反田店」にて。9月17日12時撮影開始。                                   |
| 10月28日 | 知床半島の秘湯にて                          | 吹石一恵   | 北海道羅臼町にある羅臼温泉の共同浴場「熊の湯」にて。9月19日12時撮影開始。年間第4位。                                           |
| 11月04日 | 青春のパチンコ台に会いたくて                | 田畑智子   | 東京都福生市にある「ゲームセンタータンポポ」にて。9月30日13時撮影開始。年間第11位。                                            |
| 11月18日 | 福井 “ねこ寺”に招かれて                     | 川栄李奈   | 福井県越前市にある猫寺・御誕生寺にて。10月8日10時撮影開始。                                                                    |
| 12月16日 | 阿佐ヶ谷の酒屋 今日も一杯 角打ちで          | 鈴木杏     | 東京都杉並区阿佐谷南にある「酒ノみつや（三矢酒店）」にて。11月2日16時撮影開始。2023年年間第11位。                              |

- この年が放送開始から丸10年を迎えるのを機に、8月12日 22:00-13日 1:20（ニュースによる中断あり）と、8月14日 1:03-4:10（13日深夜）の2夜連続で、「ドキュメント72時間 歴代ベスト10スペシャル」と題して、視聴者から募集した過去の放送回のベスト10を放送した[96]。「年末スペシャル」と同様の構成（各日5回分ずつを放送）で、出演者は山田五郎、鈴木おさむ、吹石一恵と徳井健太（平成ノブシコブシ）。番組内ではレギュラーナレーターの鈴木杏、市川実日子、勝地涼、仲里依紗の選ぶ「私の1本」も紹介された。

| 放送日   | タイトル                                | 語り         | 内容 |
| -------- | --------------------------------------- | ------------ | --- |
| 01月06日 | 美術大学 青春グラフィティー             | 鈴木杏       | 東京都小平市にある武蔵野美術大学の芸術祭にて。2022年10月25日10時30分撮影開始。                                                                             |
| 01月13日 | 大阪 昭和から続くアパートで             | 飯豊まりえ   | 大阪市住之江区の大阪港近くに昭和40年に建てられた3棟の古びたアパートにて。2022年11月11日10時撮影開始。年間第３位。                                          |
| 01月20日 | 神戸 小さなお好み焼き屋にて             | 吹石一恵     | 神戸市長田区の新長田一番街商店街にあるお好み焼き屋「いろは」にて。2022年12月2日12時撮影開始。                                                              |
| 01月27日 | 南房総 静かな桟橋で                     | 石橋静河     | 千葉県南房総市にある岡本桟橋（原岡海岸）にて。2022年11月22日9時撮影開始。                                                                                  |
| 02月03日 | 奄美大島 FMラジオを聴きながら           | 市川実日子   | 鹿児島県奄美大島にあるFMラジオ局「あまみエフエム」にて。2022年12月16日7時30分撮影開始。                                                                    |
| 02月10日 | 福島 真冬の山小屋にて                   | 田畑智子     | 福島県二本松市の安達太良山にある築60年の山小屋「くろがね小屋」にて。2022年12月29日10時撮影開始。                                                           |
| 02月17日 | 福岡・高速バスターミナル 年の瀬を走る   | 勝地涼       | 福岡市中央区天神にある「西鉄天神高速バスターミナル」にて。2022年12月29日13時撮影開始。年間第６位。                                                         |
| 02月24日 | 名古屋 ラーメン屋台の冬物語             | 仲里依紗     | 名古屋市中区大須にあるラーメン屋台「屋台ラーメンヤムヤム」にて。1月19日18時撮影開始。                                                                      |
| 03月03日 | 資格試験の予備校 私の進む道             | 田畑智子     | 大阪市北区茶屋町にある資格予備校「東京リーガルマインド梅田駅前本校」にて。1月21日13時撮影開始。                                                            |
| 03月10日 | 冬の北海道 村のコンビニで               | 鈴木杏       | 北海道苫前郡初山別村で唯一のコンビニエンスストアである「セイコーマート初山別店」にて。1月30日14時撮影開始。年間第１位。                                    |
| 03月17日 | 異国の地のアフガニスタン食堂で          | 石橋静河     | パキスタンの首都イスラマバードにあるアフガニスタン料理のレストランにて。1月20日14時撮影開始。                                                              |
| 04月07日 | いとしのドールに見つめられて            | 市川実日子   | 秋葉原ラジオ会館内にあるドール専門店3店舗にて。2月10日13時撮影開始。                                                                                       |
| 04月14日 | 岡山 24時間営業のドライブイン           | 吹石一恵     | 岡山県備前市にある24時間営業のドライブイン「お食事処 大阪屋」にて。2月22日12時撮影開始。年間第８位。                                                       |
| 04月21日 | 岩手・大船渡 小さな新聞社にて           | 田畑智子     | 岩手県大船渡市の新聞社・東海新報社での東日本大震災特集号の制作舞台裏を撮影。3月8日14時45分撮影開始。                                                       |
| 04月28日 | 山口・防府天満宮 人形にさよならを       | 川栄李奈     | 山口県防府市の防府天満宮で年一回開催される「人形感謝祭」の様子を取材。2月26日10時30分撮影開始。                                                            |
| 05月05日 | 原宿・100円ショップ 春めく日々に        | 勝地涼       | 東京都渋谷区神宮前の竹下通り沿いにある「ダイソー原宿店」にて。3月20日12時撮影開始。                                                                        |
| 05月19日 | 瀬戸内海 桜の島で                       | 仲里依紗     | 愛媛県上島町の岩城島にて。4月3日12時撮影開始。 |
| 05月26日 | 大阪・郵便局 はじまりの季節に           | 市川実日子   | 大阪府大阪市浪速区難波中（ミナミ）の浪速郵便局にて。3月17日11時撮影開始。                                                                                  |
| 06月02日 | 青森・八戸 ウミネコが舞う神社で         | 吹石一恵     | 青森県八戸市の蕪嶋神社にて。4月7日12時撮影開始。 |
| 06月23日 | 沖縄 オールナイトで弁当を               | 鈴木杏       | 沖縄県宜野湾市にある24時間営業の弁当店「井筒屋 大謝名店」にて。4月26日12時撮影開始。                                                                       |
| 06月30日 | 御茶ノ水 大病院の屋上庭園で             | 田畑智子     | 東京都文京区湯島にある東京医科歯科大学病院の8階屋上庭園にて。5月9日10時撮影開始。年間第５位。                                                              |
| 07月07日 | 兵庫・西宮 “マンボウトンネル”にて       | 鈴木杏       | 兵庫県西宮市にある小さなトンネル「まんぼうトンネル」にて。5月28日11時撮影開始。                                                                            |
| 07月14日 | 初夏の木曽路をゆく                      | 勝地涼       | 長野県南木曽町の木曽路の宿場町・妻籠宿から岐阜県の馬籠宿まで約8キロの間の山道にて。6月4日10時撮影開始。                                                    |
| 07月28日 | さらば、呑んべ横丁                      | 鈴木杏       | 東京都葛飾区立石にあり、8月末で全店立ち退きとなる飲み屋街「呑んべ横丁」にて。6月22日17時撮影開始。年間第７位。                                             |
| 08月01日 | 全国うどん自販機の旅 群馬編             | 吹石一恵     | 群馬県に8箇所存在するうどん自販機を巡る旅。6月24日16時撮影開始。19:57 - 20:42までの45分スペシャル拡大版（2023年末スペシャルでは短縮版を放送）。年間第2位。 |
| 08月04日 | 大阪コリアタウンで会いましょう          | 田畑智子     | 大阪府大阪市生野区の「大阪生野コリアタウン」にて。7月2日10時撮影開始。                                                                                     |
| 09月01日 | 真夏の昆虫専門店で                      | 石橋静河     | 東京都中野区にある昆虫専門店「むし社」にて。7月16日13時撮影開始。                                                                                          |
| 09月08日 | フジロック 待ち望んだ夏の日に           | 田畑智子     | 新潟県南魚沼郡湯沢町の苗場スキー場で4年ぶりに開催された「フジロックフェスティバル」にて。7月27日10時半撮影開始。年間第９位。                               |
| 09月15日 | 北海道・礼文島 最果てのユースホステルで | 吹石一恵     | 北海道礼文郡礼文町香深村にある「桃岩荘ユースホステル」にて。7月30日14時撮影開始。年間第４位。                                                              |
| 10月06日 | 島根・黄泉比良坂 あの世との境界で       | 川栄李奈     | 島根県松江市東出雲町の「黄泉比良坂伝承地」にて。8月26日11時撮影開始。年間第１０位。                                                                        |
| 10月13日 | 福岡 ボートレース場前の酒場にて         | 田畑智子     | 福岡県福岡市中央区那の津のボートレース福岡のすぐそばにある立ち飲み酒場「酒処ひろ」にて。9月2日13時撮影開始。                                               |
| 10月27日 | 新宿・歌舞伎町 眠らない美容室で         | アオイヤマダ | 新宿区歌舞伎町の24時間営業の美容室「ノーラスナブ」にて。                                                                                                   |
| 11月10日 | 長野 タカを見上げる峠で                 | 鈴木杏       | 長野県松本市奈川の白樺峠にて。 |
| 12月08日 | 兵庫 さよなら 思い出のリフト            | 吹石一恵     | 兵庫県川西市の妙見の森リフトにて。 |
| 12月15日 | 東京郊外 24時間営業の中華料理店         | 仲里依紗     | 東京都国立市の中央道国立インター近くの「南京亭国立店」にて。                                                                                               |

- 3月27日放送の「異国の地のアフガニスタン食堂で」は、8月25日に「完全版」として44分の再構成版が放送された。

| 放送日   | タイトル                               | 語り         | 内容 |
| -------- | -------------------------------------- | ------------ | --- |
| 01月05日 | 別府“貸間”の人生物語                   | 石橋静河     | 大分県別府市の別府温泉（鉄輪温泉）にある、「貸間」と呼ばれる安宿の一つ「双葉荘」にて。11月11日12時撮影開始。年間第10位。                                              |
| 01月12日 | 琵琶湖畔 あのベンチで                  | 市川実日子   | 滋賀県彦根市の琵琶湖畔にある無名のベンチにて。11月18日11時撮影開始。                                                                                                  |
| 01月19日 | 大地の恵み 巨大な市民農園で            | アオイヤマダ | 岡山県岡山市北区にある市民農園「牧山クラインガルテン」にて。11月23日10時30分撮影開始。                                                                                |
| 01月26日 | 上野 格安の婦人服店で                  | 勝地涼       | 東京都台東区上野にある婦人服店「hatoya」にて。12月12日13時撮影開始。                                                                                                  |
| 02月09日 | 愛媛・今治 昭和から続くサウナにて      | 鈴木杏       | 愛媛県今治市にあるサウナ専門店「ナニワサウナ」にて。12月23日13時撮影開始。                                                                                            |
| 02月16日 | 新宿 24時間営業のドラッグストア        | 吹石一恵     | 東京都新宿区にあるドラッグストア「ウエルシア O-GUARD新宿店」にて。12月25日14時撮影開始。                                                                              |
| 03月01日 | 札幌 雪道を走る灯油配達車              | 石橋静河     | 北海道札幌市内外を配達エリアとする灯油販売会社「ミナミ石油」の灯油配達車を密着取材。2024年1月13日9時10分撮影開始。年間第7位。                                         |
| 03月08日 | 福島 真冬のアイスクリーム店で          | 市川実日子   | 福島県伊達市の峠にあるアイスクリーム店「まきばのジャージー」にて。2月13日10時30分撮影開始。                                                                           |
| 03月15日 | 大阪 コインランドリーは回り続ける      | 田畑智子     | 大阪市浪速区戎本町にあるコインランドリー「WASH BOX 大国町店」にて。2月11日12時撮影開始。                                                                              |
| 04月05日 | 国道4号線 ドライブインは眠らない       | 鈴木杏       | 福島県二本松市にあるドライブイン「二本松バイパスドライブイン」にて。2月21日11時撮影開始。年間第1位。                                                                  |
| 04月12日 | 大阪 24時間の格安スーパー              | 吹石一恵     | 大阪市北区天神橋（天神橋筋商店街内）にあるスーパー玉出天神橋店にて。3月3日15時撮影開始。山田五郎推し回。                                                              |
| 04月19日 | 鹿児島空港 旅立ちの春に                | 川栄李奈     | 鹿児島県霧島市の鹿児島空港にて。3月22日12時撮影開始。 |
| 04月26日 | 春の池袋でアニメな人々を見つめてみた件 | 藤岡真威人   | 東京都豊島区池袋にある「駿河屋 池袋買取センター」にて。3月10日12時撮影開始。                                                                                          |
| 05月17日 | 秋田 真夜中のそば屋で                  | 田畑智子     | 秋田市にある、22時開店・14時閉店のそば店「そば処たちそば」にて。3月21日23時撮影開始。年間第5位。                                                                      |
| 05月24日 | 家電量販店 春は新たに                  | 石橋静河     | 神奈川県横浜市西区南幸のショッピングモール「CeeU Yokohama」内の家電量販店「エディオン横浜西口本店」にて。3月31日13時撮影開始。                                        |
| 05月31日 | 浅草アンダーグラウンド                 | アオイヤマダ | 東京都台東区浅草にある日本最古の地下街「浅草地下街」にて。4月3日13時30分撮影開始。                                                                                    |
| 06月14日 | 北の大地の競馬場                       | 鈴木杏       | 北海道帯広市の帯広競馬場で開催されるばんえい競馬を取材。5月4日14時撮影開始。                                                                                          |
| 06月21日 | 中国 がん専門病院 路地裏の貸し台所     | 吹石一恵     | 中国・江西省南昌市にあるがん専門病院の隣りにある貸し台所「愛心厨房」にて。4月20日9時撮影開始。年間第3位。                                                             |
| 06月28日 | 日本海 フェリーで旅する人生行路        | アオイヤマダ | 新潟港から小樽港まで運航されている新日本海フェリーが運航するらべんだあにて。5月23日11時00分撮影開始。年間第2位。                                                      |
| 07月12日 | 岐阜・長良川 流れを見つめながら        | 勝地涼       | 岐阜県岐阜市を流れる長良川の長良橋付近にて。5月18日12時00分撮影開始。                                                                                                 |
| 07月19日 | 和歌山 格安のガソリンスタンドで        | 川栄李奈     | 和歌山県和歌山市にある「セルフィックス 和歌山北インター SS」にて。6月7日12時00分撮影開始。年間第8位。                                                                 |
| 07月24日 | フランス・パリ 街角のマンガ喫茶で      | 鈴木杏       | パリ市13区に2006年にオープンした「MANGA CAFÉ V2」を取材。6月1日11時[現地時間]撮影開始。「ドキュメント72時間SP」として、通常と異なる19:57-20:42の枠で放送。年間第4位。 |
| 07月26日 | マンモス団地を歩いてみれば             | 吹石一恵     | 千葉県千葉市花見川区花見川の花見川団地にて。6月23日12時00分撮影開始。徳井健太推し回。                                                                                 |
| 08月30日 | 金沢 大きな図書館で                    | 吹石一恵     | 石川県金沢市にある石川県立図書館にて。7月3日11時00分撮影開始。年間第6位。                                                                                             |
| 09月06日 | 東京・赤羽 街角の駄菓子屋で            | 田畑智子     | 東京都北区赤羽にある駄菓子屋「お菓子の種屋」にて。7月13日12時00分撮影開始。                                                                                           |
| 09月13日 | 淡路島 真夏のサービスエリアで          | 藤岡真威人   | 兵庫県淡路市岩屋にある神戸淡路鳴門自動車道の淡路サービスエリアにて。7月30日13時30分撮影開始。                                                                         |
| 09月27日 | 長野 伊那谷の産直市場                  | 石橋静河     | 長野県伊那市にある「産直市場グリーンファーム」にて。8月8日10時30分撮影開始。                                                                                          |
| 10月04日 | お盆の鳥取 海辺の墓地で                | 市川実日子   | 鳥取県東伯郡琴浦町にある花見潟墓地にて。8月13日12時撮影開始。年間第9位。                                                                                              |
| 10月11日 | 私がメガネをかける理由                 | 鈴木杏       | 愛知県丹羽郡扶桑町にあるメガネ赤札堂「扶桑本店」にて。8月24日12時撮影開始。鈴木おさむ推し回。                                                                         |
| 10月25日 | 福岡 わらび餅の流し屋台                | 田畑智子     | 福岡県福岡市内で営業するわらび餅の流し屋台を取材。9月19日10時10分撮影開始。                                                                                           |
| 11月01日 | 気象神社 晴れを願って                  | 吹石一恵     | 東京都杉並区高円寺の高円寺氷川神社境内にある気象神社を取材。9月28日12時撮影開始。                                                                                     |
| 11月08日 | 東京・足立区 いつものファミレスで      | アオイヤマダ | 東京都足立区にあるファミレスチェーン・ガスト西新井店を取材。9月17日12時撮影開始。                                                                                     |
| 12月06日 | 巨大なリユース店で                     | 勝地涼       | 埼玉県さいたま市北区日進町にあるリサイクルショップ・スーパーセカンドストリート大宮日進店を取材。10月19日13時撮影開始。                                                |
| 12月13日 | 都会の格闘技ジムで                     | 鈴木杏       | 東京都中野区にある格闘技ジム「中野トイカツ道場」を取材。10月25日17時撮影開始。                                                                                        |
| 12月20日 | 紀伊山地 この道をゆけば                | 伊原六花     | 三重県尾鷲市から和歌山県御坊市を繋ぐ国道425号を取材。11月8日9時半撮影開始。                                                                                           |

| 放送日   | タイトル                              | 語り         | 内容 |
| -------- | ------------------------------------- | ------------ | --- |
| 01月10日 | 多国籍食材店 ニッポンに生きる         | 奈緒         | 東京都墨田区錦糸町にある、アジア20か国の食材を扱う食材店「アジアやおしょう」を取材。11月28日11時撮影開始。                              |
| 01月24日 | 冬の新潟 ドライブスルーの先に         | 鈴木杏       | 新潟県長岡市にある、イタリアンを提供するファーストフード店「フレンド 喜多町店」を取材。12月07日11時半撮影開始。                         |
| 01月31日 | 聖夜の長崎 大病院のケーキ店           | 田畑智子     | 長崎県長崎市にある長崎大学病院内にあるケーキ店「梅月堂 大学病院店」を取材。12月23日13時撮影開始。                                       |
| 02月07日 | 密着!巨大病院の引っ越し               | 勝地涼       | 沖縄県にある琉球大学病院の西原町から宜野湾市への移転を取材。1月3日13時半撮影開始。                                                      |
| 02月21日 | 岩手 豪雪地帯のスーパーで             | 吹石一恵     | 岩手県和賀郡西和賀町にある、スーパーマーケット「スーパーオセン湯本本店」を取材。12月27日11時撮影開始。                                  |
| 02月28日 | 奥能登・珠洲 海辺の銭湯               | 鈴木杏       | 石川県珠洲市の銭湯「海浜あみだ湯」を取材。1月10日15時撮影開始。                                                                         |
| 03月07日 | 冬の仙台 真夜中の肉まんスタンドで     | アオイヤマダ | 仙台市青葉区国分町の肉まんスタンド「茶寮 仙台国分町店」を取材。1月24日17時半撮影開始。                                                  |
| 03月14日 | 東京・植物園 わたしだけの冬に         | 勝地涼       | 東京都文京区白山にある小石川植物園を取材。2月4日9時半撮影開始。                                                                         |
| 03月26日 | 韓国・ソウル "日本居酒屋"で乾杯を     | アオイヤマダ | 大韓民国ソウル特別市貞洞にある日本式居酒屋「とんあり 貞洞本店」を取材。2月4日18時撮影開始。                                             |
| 04月04日 | 川崎 大衆食堂のダイアリー             | 八木莉可子   | 神奈川県川崎市川崎区（川崎駅近く）にある老舗の大衆食堂「丸大ホール 本店」を取材。2月25日11時撮影開始。                                  |
| 04月11日 | メダルゲームに誘われて                | 田畑智子     | 埼玉県ふじみ野市にあるゲームセンター「アミューズメントフィールド バイヨン」を取材。2月23日15時撮影開始。                                |
| 04月18日 | 岐阜・西柳ヶ瀬 “シャッター街”ブルース | 吹石一恵     | 岐阜県岐阜市にある「スタープレイス柳ヶ瀬商店街」を取材。3月12日13時撮影開始。                                                           |
| 05月09日 | 博多・24時間のラーメン店で            | 市川実日子   | 福岡県福岡市博多区にある「博多ラーメンはかたや 堅粕店」を取材。3月21日23時撮影開始。                                                    |
| 05月16日 | 春を走る パンの移動販売車             | 田畑智子     | 神奈川県横浜市内を回る「ESSEN」のパンの移動販売車を密着取材。4月1日10時撮影開始。                                                       |
| 05月23日 | のぞき坂 東京の急な坂道で             | 鈴木杏       | 東京都豊島区高田にある「のぞき坂」を通行する人々を取材。4月9日10時撮影開始。                                                            |
| 06月06日 | 多国籍の学生寮 青春の日々に           | 仲里依紗     | 大分県別府市にある立命館アジア太平洋大学の学生寮「APハウス」を取材。4月24日13時撮影開始。                                               |
| 06月13日 | 津軽 プレハブのそば屋で               | 吹石一恵     | 青森県五所川原市にあるそば屋「鹿内そば」を取材。5月2日20時30分撮影開始。                                                                |
| 06月20日 | 盆栽 鉢の中の小さな宇宙               | アオイヤマダ | 埼玉県さいたま市にある「大宮盆栽村」を取材。5月10日11時撮影開始。                                                                       |
| 06月27日 | 山形 小さな動物園で                   | 藤岡真威人   | 山形県河北町にある「河北町児童動物園」を取材。5月23日12時撮影開始。                                                                     |
| 07月04日 | 新宿駅前 ライオン像の募金箱           | 八木莉可子   | 東京新宿ライオンズクラブが東京都新宿区の新宿駅前に設置した金色のライオン募金像「みらいおん」に募金する人々を取材。5月31日12時撮影開始。 |
| 07月18日 | 千葉 100年の金物店                    | 市川実日子   | 千葉県山武郡横芝光町にある金物店「村田屋本店」を取材。6月4日9時撮影開始。                                                               |
| 07月25日 | 名古屋 新幹線ホームのきしめん店       | 勝地涼       | JR名古屋駅構内にあるジャパン・トラベル・サーヴィス運営のきしめん店「住よし JR名古屋駅新幹線上り店」を取材。6月15日12時撮影開始。        |
| 08月01日 | 渋谷駅前“最後”の新聞スタンド          | 鈴木杏       | 東京都渋谷区の渋谷駅前にある新聞スタンドを取材。6月24日15時33分撮影開始。                                                               |

- 2月7日放送の「密着!巨大病院の引っ越し」は、3月5日に「完全版」として44分の再構成版が放送された。
- 6月6日放送の「多国籍の学生寮 青春の日々に」は、6月9日にドキュメント20min.枠で「多国籍学生寮の72日間」として別編成版が放送された。

## 特別番組

### 年末スペシャル
毎年、年末特番として『ドキュメント72時間 年末スペシャル』と題して、当該年に放送した作品を対象に視聴者投票を募り（投票期間の都合上、12月に放送された作品は対象外）、リクエストの多かった作品10本を一挙に再放送するほか、幕間に本番組のファンである山田五郎と鈴木おさむ、平成ノブシコブシ徳井健太（2021年から）そして、ナレーションの一人である吹石一恵（2016年は市川実日子）による取材先の後日談等を交えた座談会を放送する。エンディングは、番組テーマソングを担当する松崎ナオによる歌唱・演奏で番組を締めくくる。
2014年（平成26年）から2017年（平成29年）までは『朝まで!ドキュメント72時間』と題し、深夜時間帯にオールナイト放送が行われていたが、2018年以降は現行のタイトルに変わり、日中から夕方にかけて放送されている（定時ニュースによる中断あり。2018年と2019年はファンミーティングを兼ねた公開収録方式）。
放送時間
- 2014年12月29日 0:05 - 4:55 [130]
- 2015年12月29日 0:20 - 4:55 [131]
- 2016年12月29日 23:25 - 12月30日 4:55 [132][133]
- 2017年12月29日 23:45 - 12月30日 4:30 [134][135]
- 2018年12月29日 13:05 - 17:55 [136]
- 2019年12月29日 12:15 - 17:55 [137]
- 2020年12月30日 12:15 - 17:55 [138]
- 2021年12月30日 12:15 - 18:45 [139]
- 2022年12月30日 12:15 - 18:49 [140]
- 2023年12月30日 12:15 - 18:46 [141]
- 2024年12月30日 12:15 - 18:48[142]

### 新春スペシャル
2025年（令和7年）1月3日放送。前年の年末スペシャルでランクインしなかった作品から山田五郎、鈴木おさむ、徳井健太が選んだ「推し回」を再放送する。年末スペシャルと同じく幕間は吹石一恵、山田五郎、鈴木おさむ、徳井健太が登場。
放送時間
- 2025年1月3日 10:05 - 11:48[143]

## パロディ

### テレビ番組
- とんねるずのみなさんのおかげでした
石橋貴明が有名飲食店での72分間のアルバイトに挑戦する「石橋貴明 ドキュメント72分」が放送された。
- せとチャレ!STU48
2021年（令和3年）5月27日放送回にて、STU48のメンバーが72分間で極限まで集中力を高めて挑戦を行う「ドキュメント72分」を放送[144]。
- チコちゃんに叱られる!
「スケートリンクは、どうやって凍らせているの?」（2021年〈令和3年〉2月19日放送回）の 解説VTRにて、「チコメント72時間（チコメント72時間以上）」ともじり、吹石一恵のナレーションで紹介された。
- チャリダー★快汗!サイクルクリニック
2022年（令和4年）1月15日放送回にて、自転車乗りが集まる神奈川県秦野市ヤビツ峠に密着した「ドキュメント峠 72時間」が当番組の後援の下で制作された。
- ダーウィンが来た!
2024年（令和6年）5月12日放送回にて、アフリカカラハリ砂漠にある、シャカイハタオリの巨大な巣があるアカシア10か所に30日間密着した「ドキュメント720時間 動物たちの巨大マンション」が制作された[145]。

## 派生番組
ドキュメント720時間
NHK BSプレミアムで放送されている「レギュラー番組への道」で2回放送。本番組が72時間（3日間）なのに対し、その10倍である720時間（30日間）で人や景色がどう変わっていくかを捉える。
1. 巨大造形作品制作720時間（2021年12月3日放送）：造形アーティスト・関口光太郎の制作現場に密着。
2. 初めての車中移動生活720時間（2021年12月10日放送）：車中泊を行いながらワーケーション生活を送る合同会社 achicochi代表社員・三木健吾に密着。

道南ドキュメント7.2時間
NHK函館放送局のローカル番組。北海道道南地区のあるスポットを舞台に7.2時間（7時間12分）の定点取材を行い来訪者にインタビューを行う。
同時ドキュメント
本番組と同じ時間枠、同じスタッフで放映される、複数箇所での同時密着ドキュメント。
1. 群馬・ブラジル大統領選挙（2022年11月11日放送）：2022年10月2日に行われたブラジル大統領選挙第1回目投票日の模様を、日系ブラジル人が多く住み在外投票所の一つとなった群馬県大泉町の大泉町文化むらとスーパーマーケット「SUPER MERCADO TAKARA」、更にブラジル・リオデジャネイロの教会とバーの計4箇所で同時撮影。10月2日2時撮影開始。
2. 定時制通信制高校の甲子園（2023年9月22日放送）：駒沢オリンピック公園総合運動場硬式野球場で行われた第70回全国高等学校定時制通信制軟式野球大会で準決勝2試合（8月19日：長尾谷高校対星槎国際高校（立川）、大智学園高校対天理高校）と決勝（8月20日・星槎国際高校（立川）対大智学園高校）にて、グラウンド内・両軍ベンチ・スタンドを同時撮影。